# Erster Golfkrieg
Irakische Invasion (1980)

Entegham – Kaman 99 – Chorramschahr – Sultan 10 – Scorch Sword – Abadan – Kafka – Ashkan – Morwarid – Dezful
Pattsituation (1981)

Tavakol – Susangerd – H-3
Iranische Offensiven zur Befreiung iranischen Territoriums (1981–82)

Samen-ol-A'emeh – Tariq al-Qods – Fath ol-Mobin – Beit ol-Moqaddas – Rückeroberung Chorramschahrs
Iranische Offensiven im Irak (1982–84)

Ramadan/1. Basra – Moslem Ibn Aqil – Muharram ol-Harram – Morgenröte 1 – Morgenröte 2 – Morgenröte 3 – Morgenröte 4 – Morgenröte 5/2. Basra – Kheibar/3. Basra – Kurdenaufstand – Morgenröte 6 – Morgenröte 7 – Hawizeh-Marschland
Iranische Offensiven im Irak (1985–87)

Badr/4. Basra – Morgenröte 8 – 1. al-Faw – Morgenröte 9 – Karbala 1 – Karbala 2 – Karbala 3 – Fath 1 – Karbala 4/5. Basra – Karbala 5/6. Basra – Karbala 6 – Karbala 7 – Karbala 8/7. Basra – Karbala 9 – Karbala10 – Nasr 4
Letztes Kriegsjahr (1988)

Beit ol-Moqaddas 2 – Anfal – Halabdscha – Zafar 7 – Tawakalna ala Allah – 2. al-Faw – Shining Sun – 40 Sterne – Mersad
Tankerkrieg

Earnest Will – Prime Chance – Eager Glacier – Nimble Archer – Praying Mantis
Internationale Vorfälle

Stark – Iran-Air-Flug 655
Der Erste Golfkrieg, auch bekannt als Iran-Irak-Krieg, war ein nicht erklärter Krieg zwischen dem Irak und Iran, der vom 22. September 1980 bis zum 20. August 1988 andauerte. Der Krieg, der durch territoriale Streitigkeiten, religiöse Spannungen und geopolitische Rivalitäten ausgelöst wurde, führte zu massiven menschlichen und wirtschaftlichen Verlusten auf beiden Seiten. Der Krieg endete ohne einen klaren Sieger und wurde schließlich durch einen von den Vereinten Nationen vermittelten Waffenstillstand beendet.
Der Erste Golfkrieg ist zu unterscheiden vom späteren Irak-Kuwait-Krieg (1990–1991), der als Zweiter Golfkrieg bezeichnet wird.

## Vorgeschichte

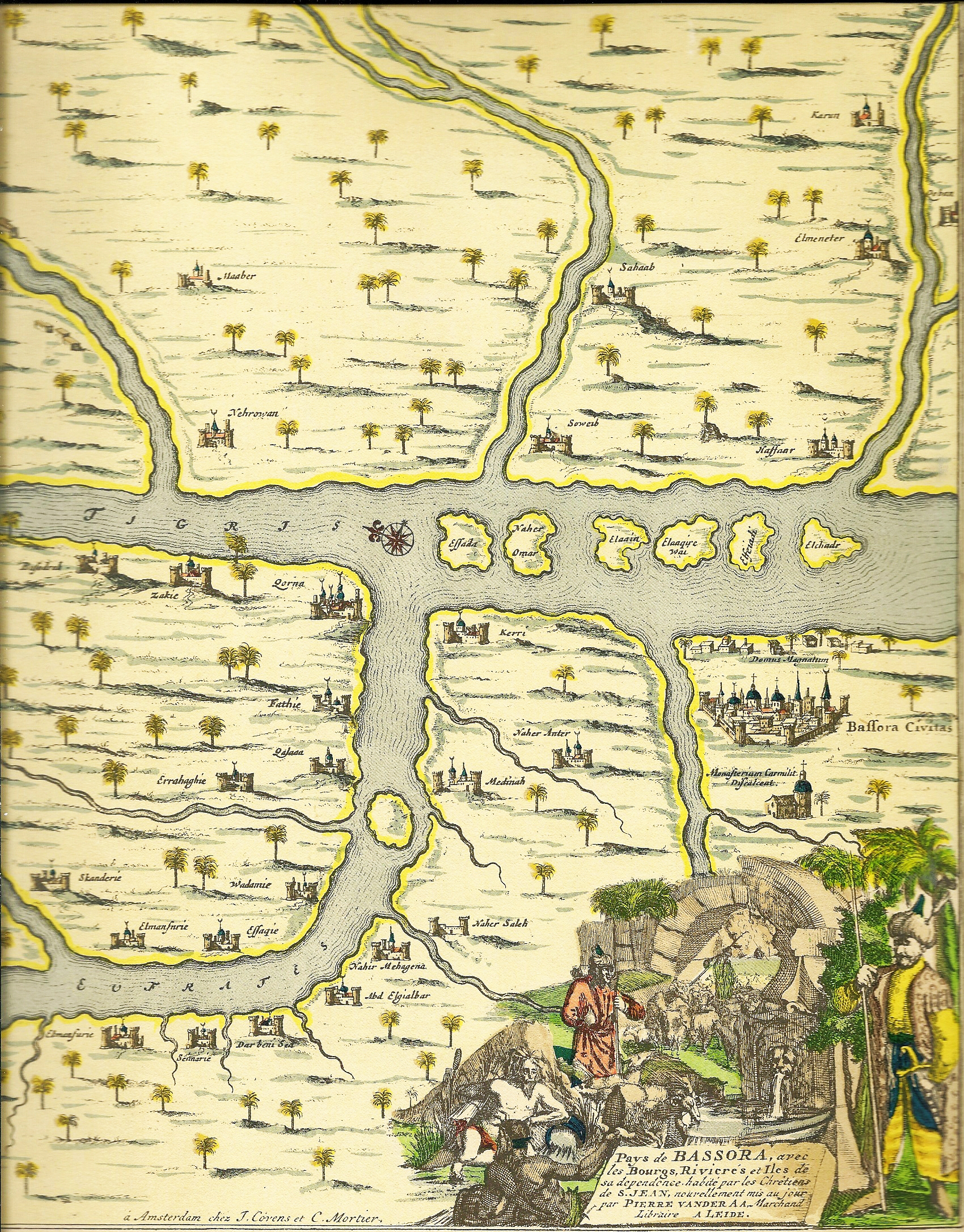
Basra und der Schatt al-Arab, um 1638

Obwohl der Erste Golfkrieg hauptsächlich ein Kampf um die Vorherrschaft am Persischen Golf war, liegen die Wurzeln des Konflikts viele Jahrhunderte zurück. Sie hatten ihren Ursprung in der jahrhundertealten Rivalität zwischen Mesopotamien (Gebiet des heutigen Iraks) und Persien sowie zwischen Arabern und Iranern. Vor der Expansion des Osmanischen Reiches gehörten Teile des Zweistromlandes zum von der Aq-Qoyunlu-Dynastie regierten Persien. Das aufsteigende Osmanische Reich unter Murad IV. annektierte das Gebiet des heutigen Iraks im Jahre 1638. Der schwache safawidische Herrscher von Persien, Safi I., konnte dies nicht verhindern. So entstand ein lang andauernder Grenzkonflikt; zwischen 1555 und 1918 unterzeichneten Persien und das Osmanische Reich insgesamt 18 Abkommen zur Neuregelung des Grenzverlaufs.
Der heutige Staat Irak entstand aus Territorien des ehemaligen Osmanischen Reichs in Vorderasien nach Ende des Ersten Weltkriegs, die an den Völkerbund übertragen wurden. Frankreich und Großbritannien bekamen den Auftrag, die staats- und völkerrechtlichen Interessen von weiten Teilen des ehemaligen Osmanischen Reiches zu vertreten. Frankreich bekam das Völkerbundmandat für Syrien und Libanon, während Großbritannien das britische Mandat Mesopotamien auf dem Gebiet des heutigen Irak sowie das Völkerbundsmandat für Palästina erhielt.

### Streit um Chuzestan

Lage der Provinz Chuzestan

1979–1980 hatte sich die Demokratische Revolutionäre Front für die Befreiung Arabistans gegen den iranischen Staat erhoben

Chuzestan war in historischen Zeiten ein unabhängiges nicht-semitisches Königreich mit der Hauptstadt Susa und die Wiege des Reiches Elam. In osmanischer Zeit war das Gebiet aus Verwaltungsgründen Iran zugeschlagen worden.
Ein ideologisch vorgeschobener Grund für den Beginn des Krieges lag im Konflikt um die Herrschaft über diese rohstoffreiche Provinz, der als Kampf zwischen Arabern und Persern gedeutet wurde, wobei es dem Irak vorgeblich um die Befreiung „Arabistans“ und der mehrheitlich arabischstämmigen Bevölkerung von der Fremdherrschaft ging. Diese Ideologie war auf irakischer Seite letztlich erfolgreicher als religiöse Motive, da schiitische Iraker gegen schiitische Iraner das Kampfgeschehen bestimmten.
Nachdem Abd al-Karim Qasim durch einen Staatsstreich die Herrschaft im Irak übernommen hatte, erklärte er am 18. Dezember 1959:

„Wir möchten uns nicht auf die Geschichte der arabischen Stämme in Al-Ahwaz und Mohammerah Chorramschahr beziehen. Das Osmanische Reich hat Mohammerah, das Teil des irakischen Territoriums war, an Iran übergeben.“

Der Irak begann, abtrünnige Bewegungen in Chuzestan zu unterstützen, und brachte seine Territorialansprüche auf einer Sitzung der Arabischen Liga vor. Der erhoffte Erfolg blieb jedoch aus.
Der Irak kam, besonders nach dem Tod des ägyptischen Präsidenten Gamal Abdel Nasser und dem Aufstieg der Baath-Partei in den 1960er Jahren, bestehenden Abkommen mit Iran nicht nach und strebte die Rolle des Führers der arabischen Welt an. 1969 erklärte der damalige Vizepräsident des Irak, Saddam Hussein:

„Iraks Auseinandersetzung mit Iran bezieht sich auf Arabistan [Chuzestan], das Teil des irakischen Bodens ist und während der Fremdherrschaft von Iran annektiert wurde.“

 Bald darauf sendeten irakische Radiosender gezielt nach Chuzestan hinein und ermunterten iranische Araber und sogar Belutschen, sich gegen die iranische Regierung zu erheben. Fernsehsender aus Basra zeigten die Provinz Chuzestan als neue irakische Provinz namens Nasiriyyah und gaben allen dortigen iranischen Städten arabische Namen.

### Der Grenzfluss Schatt al-Arab (Arvand Rud)

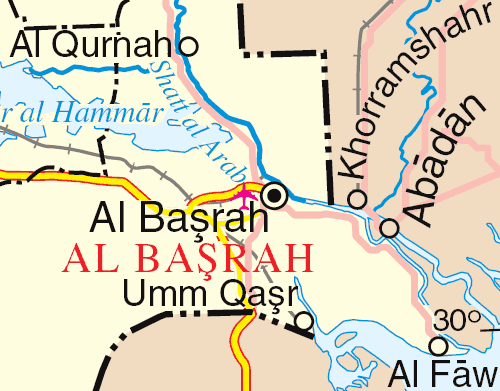
Schatt al-Arab/Arvand Rud

Einer der Faktoren, der zu Feindseligkeiten zwischen den beiden Parteien beitrug, war der Streit um die Schifffahrtsrechte auf dem von den Arabern als Schatt al-Arab und den Iranern als Arvand Rud bezeichnetem Grenzfluss. Die Verträge von Erzurum (1823/1847) und das 1913 unterzeichnete Protokoll von Konstantinopel legten zu 75 Prozent die allgemeine Grenzziehung zwischen dem Irak und Iran fest.
Für den Schifffahrtsweg Schatt al-Arab/Arvand Rud galt das Schifffahrtsrecht von 1847 bis 1913: Grenzziehung am Ostufer und Nutzung der Talweglinie für beide Parteien. Das Osmanische Reich bestand im Vertrag von 1847 auf einer Offenlassung der Souveränitätsfrage, die später von einer Viermächte-Schiedskommission gelöst werden sollte. 1920 stellte Iran die Grenzziehung des Ostufers in Frage, da nach dem Zusatzprotokoll von 1913 das Kuriosum galt: auf iranischen Schiffen gab es irakische Lotsen und es galt irakisches Recht. Der Ausbau des Hafens von Chorramschahr sowie die Erdöl-Raffinerie von Abadan verstärkten die Konflikte.
Mit dem Vertrag von Saadabad wurde am 4. Juli 1937 der erste Grenzvertrag zwischen dem Irak und Iran unterzeichnet. Damit wurde die gemeinsame Nutzung von beiden Seiten ratifiziert, ungeachtet der genauen Grenzziehung, die später von einer Kommission gelöst werden sollte. Diese Kommission kam nie zu einem Ergebnis, so galt weiterhin das Zusatzprotokoll von Saadabad: der Irak sollte den Fluss verwalten, das linke Ufer markierte die Grenze. Zwischen 1941 und 1946 lag die Kontrolle des Schatt al-Arab bzw. Arvand Rud dann ausschließlich auf Seiten der Alliierten.
Am 19. April 1969 kündigte Schah Mohammad Reza Pahlavi den Vertrag von Saadabad; 1975 einigte sich der Schah im Abkommen von Algier mit dem Irak auf die Talweglinie als Grenze. Als Gegenleistung für die territorialen Zugeständnisse stellte Iran die finanzielle Unterstützung der irakischen Kurden ein. Die irakischen Behörden wiederum kamen der Bitte des Schahs auf stärkere Überwachung des im irakischen Exil weilenden Ayatollah Chomeini entgegen.
Am 17. September 1980 – Chomeini hatte inzwischen den Schah gestürzt – kündigte Saddam Hussein das Abkommen von Algier. Als Gegenleistung zur Einstellung der kurz darauf beginnenden Kriegshandlungen forderte er von der Islamischen Republik Iran neben der Rückgabe der Tunb-Inseln und Abu Musa an die VAE auch die volle Souveränität des Irak im Schatt al-Arab.

### Erstarkender Irak, Irans Schwäche

#### Irakische Perspektive

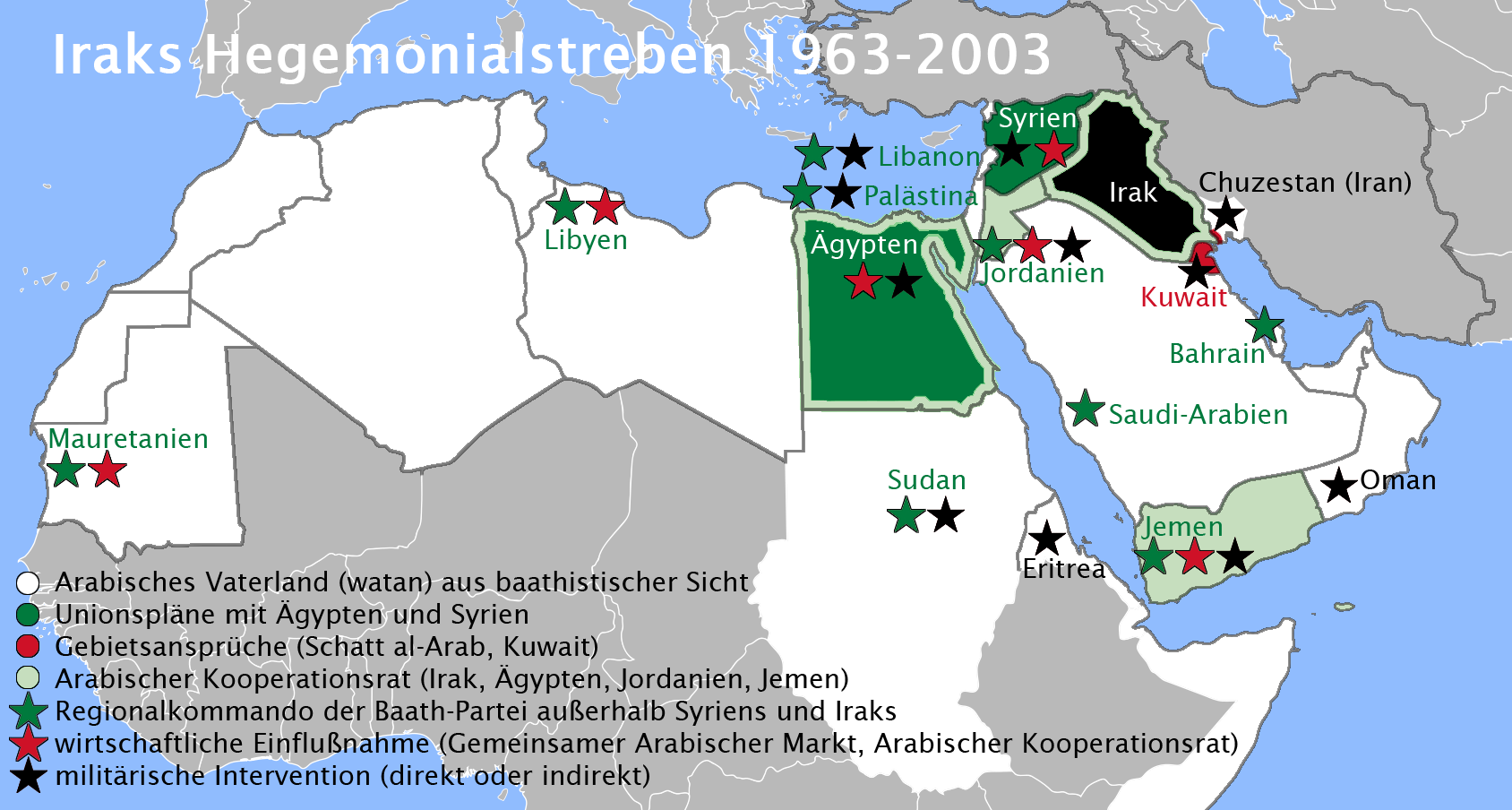
Das Hegemonialstreben des Irak erstreckte sich nicht nur über Chuzestan und den Golf, sondern über die gesamte arabische Welt

Der weitgehend diktatorisch herrschende Präsident des Irak, Saddam Hussein, strebte die Erringung der regionalen Vormachtstellung für sein Land an. Ein erfolgreicher Feldzug gegen das durch die Revolution geschwächte Iran sollte den Irak zur dominierenden Macht am Persischen Golf und zum Kontrolleur über einen lukrativen Erdölmarkt machen. Dieses ehrgeizige Ziel wurde von der damaligen politischen und militärischen Führung des Irak für realistisch befunden: Das Land genoss im Gegensatz zum revolutionären Iran erhebliche diplomatische, militärische und wirtschaftliche Unterstützung seitens der Sowjetunion, Frankreichs und der Vereinigten Staaten. Er bezog außerdem finanzielle Hilfe von anderen arabischen Staaten (vornehmlich Kuwait und Saudi-Arabien).
Saddam Hussein spielte häufig auf die islamische Expansion und die arabische Eroberung des sassanidischen Iran im 7. Jahrhundert an und propagierte damit seine „antipersische“ Haltung. Am 2. April 1980, ein halbes Jahr vor Kriegsausbruch, zog er während seines Besuchs in der al-Mustansiriyyah-Universität in Bagdad Parallelen zur sassanidischen Niederlage in der Schlacht von Kadesia und erklärte:

„In eurem Namen, Brüder, und im Namen der Iraker und aller Araber sagen wir diesen [iranischen] Feiglingen und Zwergen, die sich für Al-Qadisiyah rächen wollen, dass der Geist von Al-Qadisiyah sowie das Blut und die Ehre der Menschen von Al-Qadisiyah, die ihre Sendung auf ihren Speerspitzen trugen, größer ist als ihre Bemühungen.“

Im Bewusstsein, dass die beiden Supermächte eine die territoriale Integrität Irans verletzende, weitreichende Grenzverschiebung zugunsten des Irak nicht zu dulden bereit waren, zielte das irakische Baath-Regime jedoch nicht auf eine direkte Annexion Chuzestans ab. Das offizielle Ziel bestand vorrangig darin, neben einer geringen, aber strategisch wichtigen Grenzverschiebung die territoriale Autonomie Chuzestans innerhalb des iranischen Staates durch die Anwendung militärischer Gewalt zu erzwingen oder einen formal unabhängigen Pufferstaat zwischen Irak und Iran unter irakischem „Schutz“ zu errichten.
Im August 1980 besprach Saddam Hussein seinen Kriegsplan mit Politikern aus Saudi-Arabien und Kuwait. Demnach sollten das „befreite“ Chuzestan sowie das iranische Kurdistan zusammen eine eigene Freie Republik Iran bilden. Schapur Bachtiar, der letzte Premierminister, und Gholam Ali Oveissi, der letzte Generalstabschef des Schah-Regimes, die beide über den Irak ins Exil nach Frankreich bzw. die USA geflohen waren, sollten die politische Führung über die projektierte Republik übernehmen. Als Hauptstadt der „freien Republik“ war Ahvaz vorgesehen.

#### Iranische Schwäche
Iran war infolge der Islamischen Revolution und der anschließenden Flucht des Schahs im Januar 1979 nicht nur politisch, sondern auch militärisch sehr geschwächt. Flucht, Desertionen sowie Hinrichtungen von Soldaten hatten die einstige Handlungsfähigkeit und Schlagkraft der Streitkräfte Irans stark verringert.
Im Mai 1979 war es zu einem Aufstand der arabischstämmigen Iraner in der Provinz Chuzestan gekommen, die wegen ihrer Erdölvorkommen für Iran von immenser Bedeutung ist. Der Aufstand wurde unter Einsatz militärischer Mittel zunächst niedergeschlagen, von einer Befriedung der Provinz konnte aber keine Rede sein. Wegen der Frage der dem Status nach arabischen Minderheit in Chuzestan und derjenigen der schiitischen Minorität im Irak kam es zu einer rapiden Verschlechterung des Verhältnisses beider Staaten. Am 6. Juni 1979 berichtete der westdeutsche Botschafter im Irak, Fritz C. Menne, an das Auswärtige Amt:

„Die Kämpfe der Minoritäten im Iran im Gefolge des Umsturzes wurden, solange es um Kurden, Turkmenen oder Aserbaidschaner ging, im Irak zwar mit Interesse, aber ohne direktes Engagement beobachtet. Das hat sich mit dem Aufflammen der Autonomiebestrebungen der Araber in Khuzestan […] geändert. Der Irak müsse sich über eine Reihe von Fragen Klarheit verschaffen: Welche der arabischen Interessen haben Priorität? Die Erhaltung der derzeitigen, zumindest potentiell mächtigen und im Nahostkonflikt den Arabern günstig gesonnenen Teheraner Regimes oder die Hilfe für die arabischen Brüder in Iran in ihren Autonomiebestrebungen und dem involvierten Risiko, die Haltung Teherans im Nahostkonflikt zu gefährden? Ist den Arabern der Rock der arabischen Interessen im Nahostkonflikt näher als das Hemd ihrer unmittelbaren irakischen Interessen?“

Die Nachwirkungen der Islamischen Revolution von 1979 in Iran waren ausschlaggebend für die Auseinandersetzung. Ayatollah Chomeini drohte trotz des damaligen militärischen Unvermögens Irans damit, die islamische Revolution in die anderen Länder des Nahen Ostens zu exportieren. Der Großteil der Streitkräfte des Schahs war bereits aufgelöst worden.
Chomeini und seine Anhängerschaft verabscheuten besonders den Säkularismus der irakischen Baath-Partei und hoffte, dass die Schiiten im Irak sowie in Kuwait und Saudi-Arabien dem iranischen Beispiel folgen und sich gegen ihre Regierungen auflehnen würden. Diese Hoffnung wurde durch eine gezielte Propaganda Irans unterstützt, die die schiitische Mehrheit im Irak zum Putsch aufrief. Gleichzeitig stellte die aufgrund der iranischen Revolution erfolgte Destabilisierung des Landes und seine Abwendung von der westlichen Welt ein lohnendes Ziel für den Expansionsdrang Saddam Husseins dar. Er war davon überzeugt, dass die Bevölkerung der „befreiten“ Provinz Chuzestan sich dem Irak anschließen werde.
Bei einem Treffen von Hans-Dietrich Genscher mit dem irakischen Außenminister Saadun Hammadi am 6. Juli 1979 in Bagdad sah Außenminister Hammadi für die weitere Entwicklung der Lage in Iran folgende drei Möglichkeiten:

„a) ein Putsch des Schahs, dessen Einfluss und Aktivität man auch heute nicht unterschätzen dürfe, mit noch intakten Einheiten der Armee.
b) eine Koalition aus Schahgegnern aller Schattierungen außerhalb des kommunistischen Lagers. Dies sei die wahrscheinlichste und die der irakischen Seite sympathischste Lösung. […] Khomeini halte er nicht für fähig, Iran wirklich zu regieren.
c) Eine Machtübernahme kommunistischer Kräfte. Er glaube allerdings, dass die Sowjetunion in dieser Hinsicht nichts aktiv unternehme, weil sie die prokommunistischen Kräfte als viel zu schwach einschätze.“

### Vorkrieg
Am 8. April 1980 rief Ruhollah Chomeini zum Sturz des Regimes im Irak auf:

„Saddam Hussein, der wie der abgesetzte Schah sein antiislamisches und unmenschliches Antlitz entlarvt hat, beabsichtigt den Islam zu zerstören. […]

Erhebt euch, bevor dieses korrupte Regime euch in jeder Weise zerstört, schneidet seine kriminelle Hand von eurem islamischen Land ab.“

In der Folge kam es vermehrt zu Anschlägen gegen irakische Politiker. Tariq Aziz überlebte am 1. April 1980 knapp einen Anschlag. Im selben Monat fanden zum Teil heftige Grenzkämpfe statt, die von beiden Seiten provoziert wurden. Am 30. April 1980 wurde die iranische Botschaft in London durch vom Irak unterstützte Terroristen besetzt. Das Ereignis wurde als die „Belagerung der iranischen Botschaft“ bekannt, die durch das Eingreifen des britischen SAS am 5. Mai 1980 beendet wurde. Dabei starb eine Geisel während der Befreiung, eine andere, ein iranischer Botschaftsangehöriger, wurde zuvor von den Geiselnehmern ermordet.
Am 4. September 1980 griffen iranische Verbände die irakischen Städte Mandali und Chanaqin an, die irakischen Verbände beantworteten dies am 10. September 1980 mit der Besetzung eines Gebietes bei Musian am Schatt al-Arab. Dieses 120 km² große Gebiet war im Vertrag von Algier dem Irak zugesprochen, jedoch nicht übergeben worden. Am 15. September 1980 begann die OPEC-Ölkonferenz in Wien mit einem Eklat. Die iranische Delegation verhinderte mit ihrem Veto, dass der irakische Ölminister den Vorsitz übernehmen konnte. Erst am 22. September einigte sich die OPEC auf eine Drosselung der Ölproduktion.

### Angeblicher Anteil der Vereinigten Staaten am Kriegsausbruch
Einige Monate nach Ende seiner Präsidentschaft beschuldigte Abolhassan Banisadr die Vereinigten Staaten, den Irak zum Angriff angestiftet zu haben. Im Jahr 2009 erklärte das religiöse Oberhaupt der Islamischen Republik Iran, Ali Chamenei: „Die Vereinigten Staaten gaben Saddam grünes Licht. Dies war ein weiterer Schachzug der US-Regierung, um Iran anzugreifen.“ Der Historiker Pierre Razoux schrieb im Jahr 2013 hingegen, dass Analysen der Ereignisse und neue Quellen, sowie Interviews mit Zeitzeugen keine Zweifel daran ließen, dass die USA den Irak nicht dazu gedrängt hätten. Der Irak hatte 1967 nach dem Sechstagekrieg die diplomatischen Beziehungen abgebrochen und Saddam hegte ein tiefes Misstrauen gegenüber den Vereinigten Staaten.

## Kriegsverlauf

### Irakischer Angriff

#### 1980

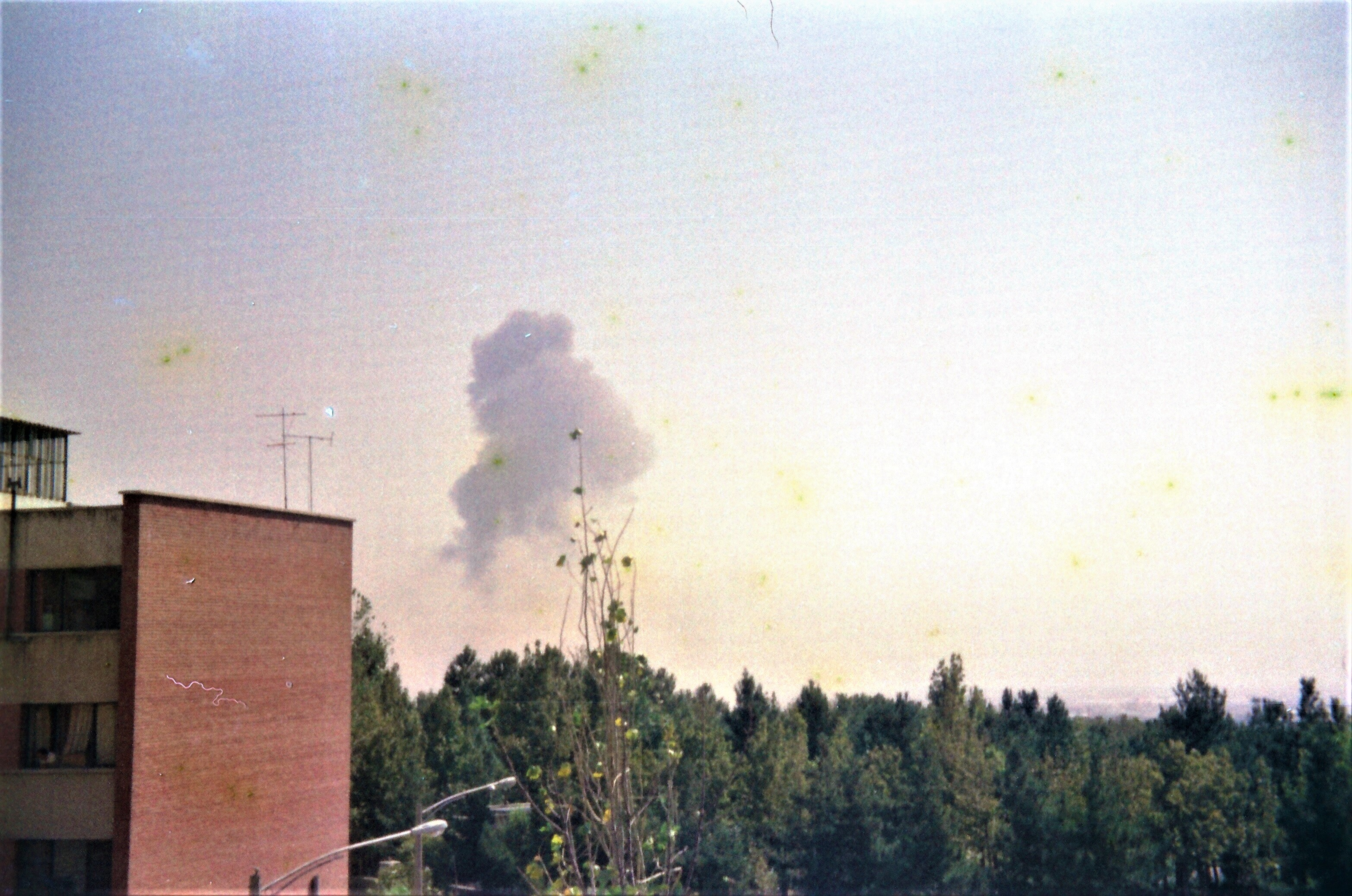
Erster Golfkrieg – 22. September 1980 – Teheran

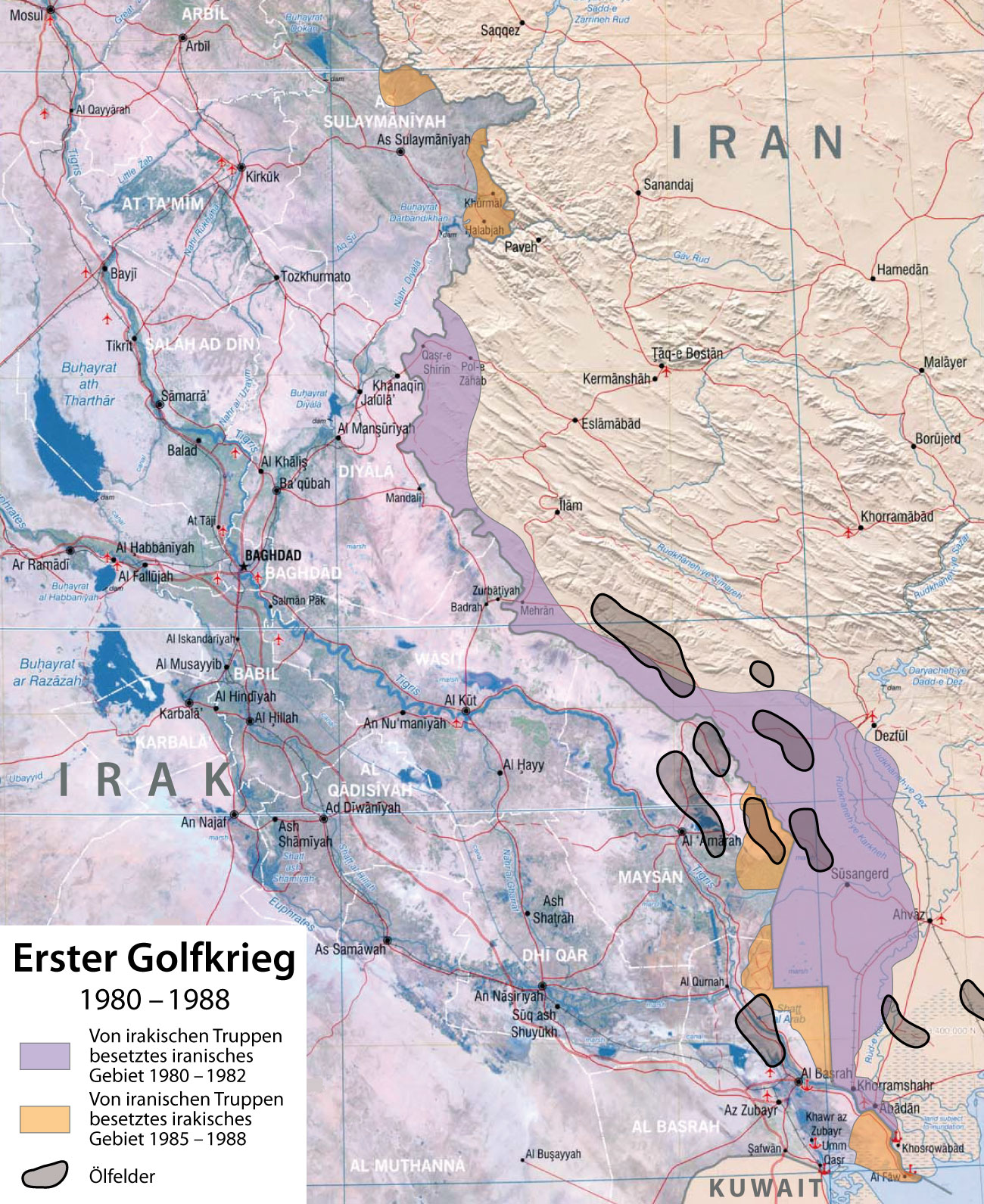
Frontverläufe im Ersten Golfkrieg

Am 22. September 1980 um 14 Uhr Ortszeit begann der Krieg mit massiven Luftschlägen gegen Flughäfen der iranischen Städte Teheran, Täbris, Kermanschah, Ahvaz, Hamadan und Dezful. Gleichzeitig rückte die irakische Armee mit insgesamt 100.000 Mann an drei Stellen in die erdöl- und erdgasreiche Provinz Chuzestan vor.

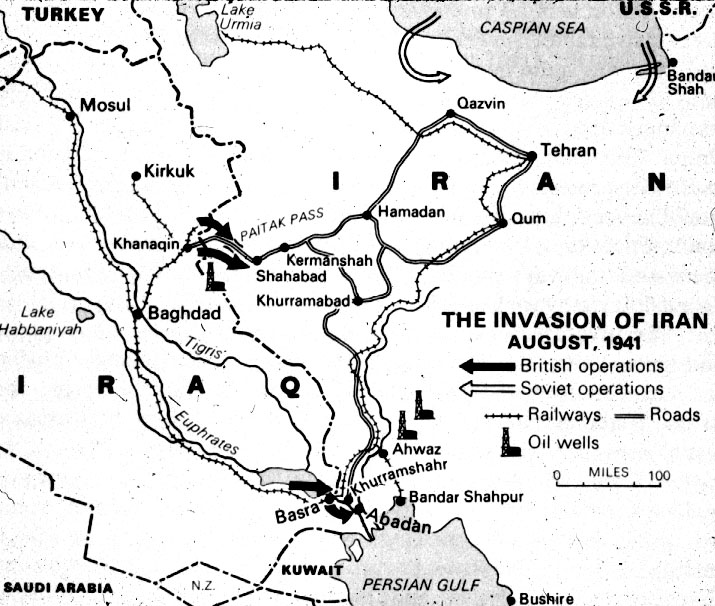
Karte der Anglo-Sowjetischen Invasion von 1941

Der irakische Kriegsplan beruhte auf Plänen einer britischen Stabsübung aus dem Jahr 1941 für den Einmarsch einer Division nach Chuzestan. Der irakische Plan sah den Einmarsch mit neun Divisionen vor. Drei Panzer- und zwei mechanisierte Divisionen sollten die Provinz nehmen und schließlich die Pässe über das Zagrosgebirge sichern. Drei Infanterie- und eine Panzerdivision sollten einen möglichen iranischen Gegenschlag an der nördlichen Flanke auffangen, vergleichbar der Vorgehensweise der Anglo-Sowjetischen Invasion von 1941. Der Kriegsplan sah den Abschluss der Operationen nach zwei Wochen vor.
Zwar wurden nach sechs Tagen schon große Geländegewinne verzeichnet, doch erst am 24. Oktober konnte nach der Schlacht von Chorramschahr die Stadt direkt am Schatt al-Arab eingenommen werden. An der nördlichen Grenze wurde der Kampf ebenfalls eröffnet, doch die Hauptstoßrichtung der Iraker zielte auf die Provinz Chuzestan. Der Krieg war als Blitzkrieg angelegt, insbesondere bei irakischen Offizieren gefundene Dokumente zeigen eine geplante Kampfzeit von maximal vierzehn Tagen Dauer (Henner Fürtig: Der irakisch-iranische Krieg, S. 62). Doch die irakische Offensive geriet bald ins Stocken. Ende 1980 hatte die irakische Armee einen Geländegewinn von 14.000 km² erzielt und die gesteckten Ziele damit weit verfehlt. Bei Geländegewinnen auf einer Länge von 600 km, jedoch nur 20 bis 80 km tief auf iranischem Gebiet nach dreimonatigen Kämpfen, konnte nicht von einem erfolgreichen Blitzkrieg gesprochen werden. Bis Ende 1980 wurden bereits mehr als 20.000 tote irakische und iranische Soldaten gezählt.
Als Gründe für das Scheitern der Offensive analysiert Fürtig auf irakischer Seite „das Zurückhalten bestimmter Truppenteile zum Schutze Bagdads, der unerwartete Widerstand der arabischen Iraner und zögerliches irakisches Vorgehen“ (Fürtig, S. 69). Die iranische Seite konnte knapp 110.000 Mann ihrer regulären Streitkräfte zum Einsatz bringen, womit nur ein Viertel der Streitkräfte, maximal 120 gepanzerte Fahrzeuge sowie fünfzig Prozent der Kampfflugzeuge zur Verfügung standen. Dieser Mangel konnte aber durch personelle Aufstockung der regulären Streitkräfte durch mehr als 200.000 Pasdaran, denen zwar militärisch die Ausbildung fehlte, es dafür aber an Kampfeswillen nicht mangelte, ausgeglichen werden. Mutmaßlich erkannte Saddam Hussein daher bereits zum Jahresende 1980, wie ungünstig die militärische Situation war, und deutete mit seiner Erklärung vom 25. Dezember 1980 und dem Vorschlag einer neutralen Zone die Aussichtslosigkeit weiterer Kriegshandlungen an. Stattdessen setzte Iran zur Gegenoffensive an und übernahm die militärische Initiative.

#### 1981
Die erste größere Gegenoffensive Irans mit 400 Panzern führte am 5. bis 11. Januar zur Panzerschlacht von Susangerd. Dabei wurden 50 irakische und 140 iranische Panzer zerstört.
Der Nachtangriff in der Operation Nasr am 19. März erfolgte mit 100.000 iranischen Kämpfern, darunter 30.000 Pasdaran und Freiwillige. Die irakische Armee verlor in diesen Kämpfen 700 Panzerfahrzeuge, 10.000 Soldaten starben, 25.000 Verwundete wurden registriert, 15.000 gerieten in Gefangenschaft. Die iranische Armeeführung verlegte Angriffe auf die Nachtzeit, da die irakische Luftwaffe keine Nachteinsätze flog.
Am 29. September 1981 stürzte eine Lockheed C-130 der iranischen Luftwaffe auf dem Rückflug von der Front mit der kompletten Armeespitze ab. General Walliollah Fallahi, Stabschef der iranischen Streitkräfte, Verteidigungsminister Oberst Musa Namdschu und sein Vorgänger Oberst Dschawad Fakuri waren unter den Toten. Angeblich fing die Maschine Feuer und stürzte ab. Die Untersuchungskommission kam zu keinem Abschlussbericht, so dass die Frage nach Sabotage bis heute nicht ausgeräumt wurde.
Nachfolger von Fallahi als Oberbefehlshaber des Heeres wurde Ali Seyyed Schirazi, der für den Erfolg der Frühjahrsoffensive 1982 und das Zurückdrängen der Iraker von iranischem Gebiet verantwortlich sein sollte. Danach wurde aber aus dem ursprünglichen Bewegungskrieg zusehends ein Stellungskrieg, bei dem iranische Truppen in Massen gegen irakische Stellungen anrannten.

### Iranische Offensive

#### 1982

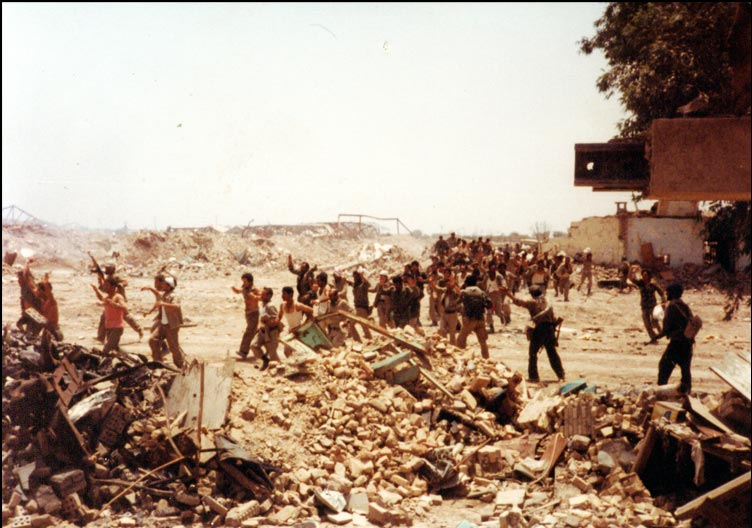
Irakische Gefangene nach der Rückeroberung von Chorramschahr

Am 27. März begann die Offensive gegen den Irak, am 29. April wurde im Gebiet um Howeiza gekämpft, dabei gerieten 12.000 bis 15.000 irakische Soldaten in Gefangenschaft. Bis zu diesem Zeitpunkt zählte man auf irakischer Seite zwischen 60.000 und 100.000 gefallene und verwundete sowie 50.000 in iranische Gefangenschaft geratene Soldaten. Am 24. Mai wurde unter Beteiligung von etwa 70.000 iranischen Soldaten Chorramschahr zurückerobert, und am 13. Juli überschritten erstmals iranische Truppen die Grenze zum Irak. Am 30. September erfolgte bei Mandali der erste Wellenangriff mit Freiwilligen der Basitschi, dabei starben 4000 Iraner.
Am 20. Juni 1982 verkündete Saddam Hussein einen einseitigen Waffenstillstand, den Ayatollah Ruhollah Chomeini jedoch ablehnte. Danach sollen Informationen über iranische Truppenbewegungen, Schwachpunkte und mögliche Offensiven von der US-Regierung über Saudi-Arabien dem Irak übermittelt worden sein, da Washington keinen iranischen Sieg wünschte. Dass Iran einen Waffenstillstand ablehnte, verweist auf die nach den Erfolgen im Frühjahr 1982 veränderten iranischen Kriegsziele: Zu Beginn der Kämpfe ging es um die Verteidigung des Landes, ab Mitte 1982 ging es hingegen um die Eroberung des Irak und den Export der islamischen Revolution:

„Es gibt keinen Grund, den Krieg zu beenden. […] Der Irak muss besetzt werden, sonst ist unsere Revolution zum Scheitern verurteilt.“

„Wenn wir den Irak kassieren, werden unsere beiden Länder ein einziges Land sein, und zwar der größte Ölproduzent der Welt. Zusammen wären wir dann fast 60 Millionen Moslems und hätten eine ungeheure Macht über die Weltwirtschaft. Saudi-Arabien samt seinen amerikanischen Verbündeten würde gelähmt sein, und die Golfstaaten fielen uns wie reife Trauben in den Schoß.“

„Ich, Sprecher der Nation, der das Vertrauen des Volkes hat, sage euch: der Krieg wird bis zum letzten Blutstropfen weitergeführt.“

 Im September 1982 befürchtete Saudi-Arabien eine Hegemonie Irans über den Irak und legte einen Friedensplan vor, nach dem Iran Reparationszahlungen von 70 Milliarden US-Dollar zugestanden hätte. Der Irak unterstützte diesen Plan, der aber von iranischer Seite als „Blutgeld“ bezeichnet und abgelehnt wurde. Vielmehr hatte Iran durch seine Offensiverfolge nun das Ziel, die heiligen schiitischen Stätten Kerbela und Nadschaf zu „befreien“. Der Krieg eskalierte zunehmend und Bombardierungen von Raffinerien und Verladestationen sollten auf beiden Seiten den Gegner auch wirtschaftlich schwächen.

#### 1983
Die iranische Frühjahrsoffensive führte zu einer Eroberung von 250 km² irakischen Gebiets. Die Operation Morgenröte 1 begann am 10. April, Operation Morgenröte 2 im Mittelabschnitt des Frontverlaufs am 22. Juli, Operation Morgenröte 3 am 30. Juli und Operation Morgenröte 4 am 20. Oktober 1983. Bis zum Jahresende 1983 zählte man auf beiden Seiten 350.000 Tote, 300.000 Verwundete und 90.000 Gefangene. Einen Durchbruch konnten die iranischen Truppen nicht erzielen.
Die Taktik des Krieges ähnelte im Laufe des Krieges immer mehr dem Ersten Weltkrieg, mit opferreichen Wellenangriffen auf iranischer und Grabensystemen auf beiden Seiten und Giftgaseinsatz (siehe Grabenkrieg). Für Empörung und Entsetzen vornehmlich in der westlichen Öffentlichkeit sorgte insbesondere auch der umfangreiche Einsatz von Minderjährigen in iranischen Freiwilligenverbänden (Basidsch), die unter anderem bei der Panzerbekämpfung mit Haftminen eingesetzt wurden.

#### 1984

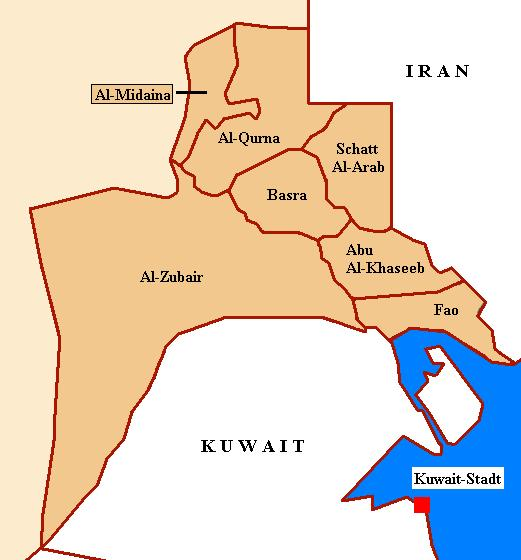
Provinz Basra

Die iranische Frühjahrsoffensive begann bei Basra wieder mit den freiwilligen Basidschi. Bis zum 15. Februar gelang es dem Oberkommandierenden, unter der Operation Morgenröte 5 und der Operation Morgenröte 6, 500.000 Mann an Streitkräften im mittleren Frontabschnitt zwischen Mehrān und Dehloran zusammenzuziehen. Iranische Truppen besetzten das Marschland um Howeiza und die Erdölinsel Madschnun. Die irakische Armee konterte derweil einen iranischen Angriff auf die Fernverkehrsstraße Basra–Bagdad. Diese Kämpfe forderten das Leben von 30.000 Soldaten. Trotzdem kam es am 18. Oktober zu einer weiteren iranischen Offensive, der Operation Morgenröte 7.

#### 1985
Die gescheiterte iranische Frühjahrsoffensive (Operation Badr) vom 11. bis 23. März bei Basra kostete mit 30.000 Toten und 100.000 Verwundeten auf iranischer Seite und 12.000 Toten auf irakischer Seite den höchsten Blutzoll des Krieges während einer Schlacht. Die iranische Offensive einen Monat später bei Howeiza führte zu 20.000 Toten, gleichzeitig wurden dabei 300 bis 500 irakische Panzerfahrzeuge zerstört.

#### 1986
Das Komitee gegen den iranisch-irakischen Krieg stellte am 18. Januar 1986 fest:

„Das irakische Regime hat den Krieg begonnen, für die Fortsetzung des Krieges tragen aber heute die Regime beider Länder Verantwortung. Das iranische Regime weitet den Krieg auf irakischen Boden aus, das irakische Regime eskaliert den Krieg durch Angriffe auf die Zivilbevölkerung und durch den Einsatz chemischer Waffen. Dies führt dazu, dass der Krieg kein Ende nimmt […] In den vergangenen fünf Jahren seit Kriegsbeginn haben die führenden Staaten in Ost und West keine einzige Friedeninitiative zur Beendigung dieses Krieges unternommen. Die Rüstungsexporte machen die Fortsetzung des Krieges erst möglich […].“

Zum 7. Jahrestag der Islamischen Revolution startete am 9. Februar 1986 die Operation Morgenröte 8, die zum Überschreiten des Schatt al-Arab und zur Eroberung der irakischen Hafenstadt Faw führte. Iranische Truppen erreichten am 12. Februar die Grenze zu Kuwait, schnitten Irak vom direkten Zugang zum Persischen Golf ab und schlossen die irakische Flotte in Umm Qasr ein.
Am 14. Februar hatte die Operation Morgenröte 9 den nördlichen Frontabschnitt zum Ziel und führte fast zur Einnahme der irakischen Stadt Sulaimaniyya. Die irakische Armee konterte dies im Mai mit der Eroberung der iranischen Stadt Mehran in der Provinz Ilam, ehe sie im Juli im Rahmen der iranischen Gegenoffensive Karbala 1 zurückgeschlagen wurde. Die ab Juni 1986 Saudi-Arabien zur Verfügung gestellten AWACS-Flugzeuge sollen mit hoher Wahrscheinlichkeit Daten an den Irak geliefert haben, der diese bei der Verteidigung der Stadt Basra benutzte.
Die am 31. Juli am nördlichen Frontabschnitt gestartete Offensive Karbala 2 und die am 1. September am südlichen Frontabschnitt begonnene Offensive Karbala 3 ermöglichten es den iranischen Truppen, ihre Stellungen auf erobertem irakischen Gebiet auszubauen. Im September jedoch gelang den Irakern im Gebiet der iranisch besetzten Madschnun-Inseln die Rückeroberung wichtiger Positionen. Am 24. Dezember starteten die Iraner mit Karbala 4 eine erneute Offensive südlich von Basra. Besonders heftig umkämpft waren vier Inseln (Umm al-Rassas, Umm Babi, Qate, Schoail) im Schatt el-Arab. Die iranischen Erfolge blieben begrenzt, und in einem Gegenangriff konnten die Iraker den Iranern große Verluste zufügen sowie die Verbindung nach Umm Qasr und damit zum Persischen Golf wiederherstellen. Von 50.000 beteiligten iranischen Soldaten sollen bis zum 27. Dezember nach irakischen Angaben bis zu 30.000 gefallen sein, was der Irak als „größtes militärisches Debakel“ Irans seit Kriegsbeginn bezeichnete. Die irakische Seite verlor 12.000 Mann.

#### 1987
Am 9. Januar 1987 begann nördlich von Basra die größte iranische Offensive des Krieges, die Operation Karbala 5, die zur Einschließung der Hafenstadt führen sollte. Es gelang den Iranern, die irakische Grenzstadt Duayji (gegenüber Schalamcheh) zu überrennen, jedoch nur teilweise die tiefgestaffelten Verteidigungslinien der Iraker zu durchbrechen. Das lag einerseits an starkem irakischen Widerstand, andererseits an logistischen Problemen auf iranischer Seite. Die Iraker konnten sich hinter dem Asmak-See (Fischsee oder Fischkanal, eine irakische Befestigungslinie) und dem Jasim-Fluss behaupten. Brückenköpfe übersetzender Iraner wurden vernichtet. Die durch Revolutionsgarden wieder auf über 100.000 Mann verstärkten iranischen Truppen konnten aber fast 100 Quadratkilometer irakischen Gebiets, hauptsächlich jedoch nur Sumpfland, besetzen. Erst zehn Kilometer östlich des Hafens von Basra wurden die Iraner gestoppt. Bei ihrem Gegenangriff stießen irakische Truppen kurzzeitig bis zum iranisch besetzten Ostufer des Schatt el-Arab vor, ohne sich dort aber halten zu können. Bis zum 12. Januar sollen mindestens 12.000 Iraner bzw. 7.000 Iraker getötet worden sein. Ende Januar gelang irakischen Truppen die Rückeroberung einiger Inseln im Schatt el-Arab und des Ufers des Asmak-Sees, ein irakischer Landungsversuch auf der Halbinsel Faw scheiterte jedoch. Danach ließen die Kämpfe nach, Karbala 5 wurde jedoch erst Ende Februar offiziell beendet. Bis dahin sollen 40.000 Iraner und 10.000 Iraker gefallen sein. Irak meldete sogar 70.000 tote Iraner, und Iran meldete 30.000 tote Iraker.
Die am 14. Januar begonnene iranische Offensive Karbala 6 zielte am mittleren Frontabschnitt zwischen Sumar und Mandali etwa 100 Kilometer östlich von Bagdad auf die Bedrohung der irakischen Hauptstadt. Den Iranern gelang die Rückeroberung von vier seit Kriegsbeginn irakisch besetzten iranischen Höhen, ihr Vormarsch auf Bagdad wurde jedoch gestoppt. In den dreitägigen Kämpfen fielen an diesem Frontabschnitt insgesamt 20.000 Mann auf beiden Seiten.
Die iranische Offensive Karbala 7 richtete sich ab dem 4. März gegen die in Irakisch-Kurdistan gelegene Stadt Haji Omran am nördlichen Frontabschnitt. Die Iraner konnten vier Kilometer vorstoßen, den Irakern hohe Verluste zufügen und ein kleines irakisches Gebiet besetzen.
Nach Verstärkung durch 100.000 Mann frischer Truppen begann Iran am 6. April östlich von Basra die Offensive Karbala 8. Der al-Ghadeer-Brigade der Revolutionsgarden und der 21. Brigade der iranischen Armee gelang es, das 1. und 4. Bataillon der 417. irakischen Brigade hinter den Asmak-See zurückzudrängen. Die Iraner verloren dabei bis zum 9. April 5.000 Mann, die Iraker 2.600 Mann.
Die iranische Offensive Karbala 9 richtete sich ab dem 9. April gegen den mittleren Frontabschnitt im Raum Qasr-e Schirin. Vom 26. bis 29. April versuchten iranische Truppen im Rahmen ihrer gegen Sulaimaniya gerichteten Offensive Karbala 10, verbündeten pro-iranischen Kurden-Milizen gegen irakische Angriffe zu Hilfe zu kommen. Die bei Sulaimaniya gelegene irakische Garnisonsstadt Mawat wurde eingeschlossen und Anfang Mai erstmals, am 22. Juni nochmals erobert. Am mittleren Frontabschnitt scheiterten am 24. Juni und am 6. Juli irakische Angriffe auf die iranische Grenzstadt Mehran ebenso wie ein iranischer Gegenangriff am 14. September.
Ab dem 23. August wurde Basra fast täglich von iranischen Raketen und iranischer Artillerie angegriffen, auch Bagdad und Mossul waren Ziel iranischer Raketenangriffe. Die irakische Ölförderplattform Mina al-Bakr und die in Umm Qasr liegende irakische Flotte wurden zunehmend das Ziel wiederholter iranischer Schnellbootangriffe. Die irakische Luftwaffe und irakische Raketen griffen im Gegenzug zahlreiche iranische Städte und Ölinseln im Persischen Golf an.
Am 18. September eroberten iranische und verbündete kurdische Truppen die irakische Garnisonstadt Kani Masi am nördlichen Frontabschnitt, am 5. Oktober stießen sie auf die irakische Stadt Kifri vor. Am mittleren Frontabschnitt konnten die Iraker einen iranischen Angriff am 17. November jedoch stoppen.
Am 20. Dezember begann am südlichen Frontabschnitt bei Subeidad (200 Kilometer nordöstlich von Basra) eine erneute iranische Offensive, der Angriff von 6000 Iranern auf vier irakische Bataillone führte jedoch trotz der kurzzeitigen iranischen Eroberung von 30 km² irakischen Gebietes zu keinem entscheidenden Durchbruch. Insgesamt hatte die iranische Seite in Vorbereitung einer neuen Großoffensive Ende 1987 fast 300.000 Mann am südlichen Frontabschnitt zusammengezogen.

### Irakische Rückeroberungen 1988

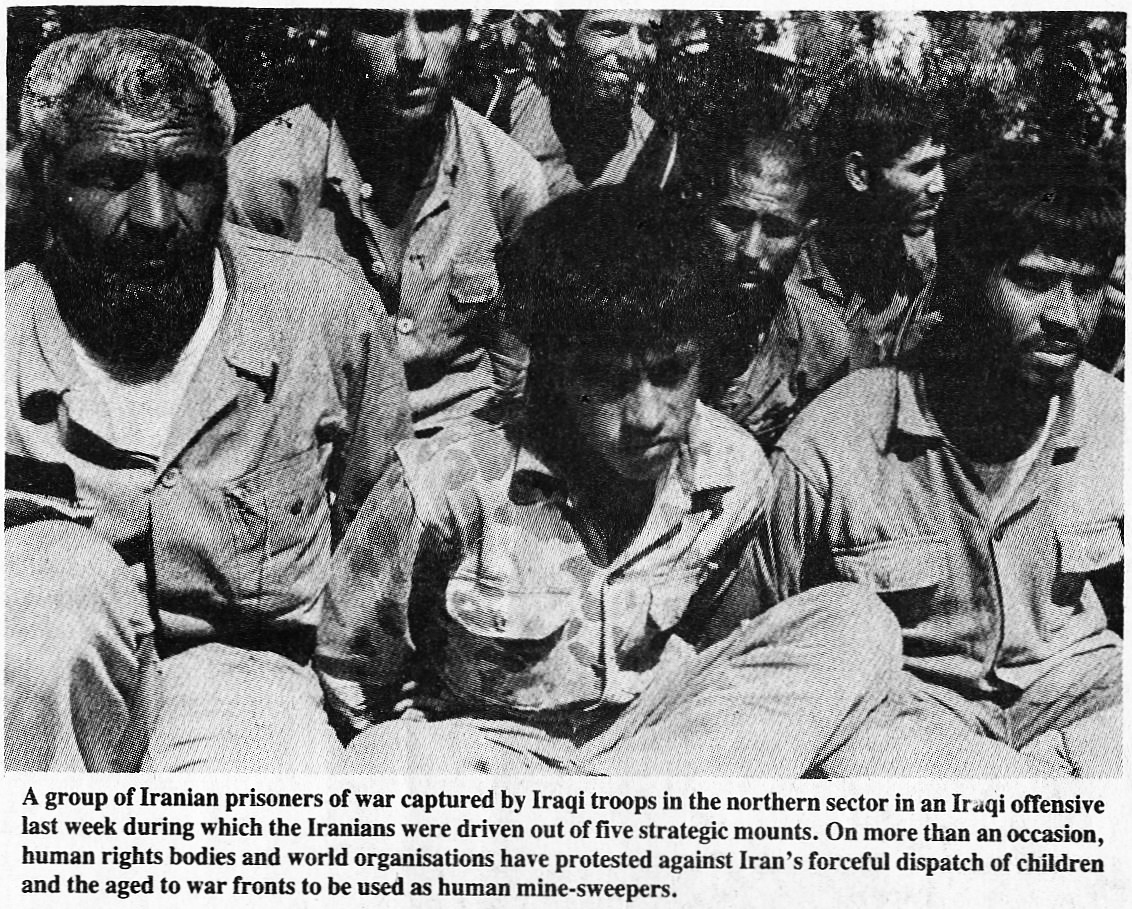
Die im Juli 1988 tief in iranisches Gebiet reichenden irakischen Gegenoffensiven zielten darauf ab, vor dem sich anbahnenden Waffenstillstand noch möglichst viele Kriegsgefangene zu machen, die als Druckmittel bei darauffolgenden Friedensverhandlungen dienen sollten.

Angesichts US-amerikanischer Waffenlieferungen (Irangate), chinesischer Waffenlieferungen (Silkworm-Raketen) und eines eigenen Rüstungsprogramms (erstes iranisches U-Boot) konnten die iranische Marine und die iranische Luftwaffe zunehmend erfolgreich operieren. Am 18. Dezember, am 9. Januar und am 22. Januar scheiterten allerdings Angriffe iranischer Schnellboote auf irakische Ölverladeterminals im Persischen Golf (u. a. al-Ameeq). Die Iraner verloren dabei 22 von 63 eingesetzten Schnellbooten, griffen al-Ameeq jedoch am 28. und am 30. Januar sowie am 1. Februar erneut erfolglos an. Iranische Kampfflugzeuge, Raketen und weitreichende Artillerie bombardierten verstärkt frontnahe irakische Städte. Irakische Gegenangriffe trafen wiederholt auch Teheran, eine türkische Vermittlung zur Beendigung des erneuten Städtekrieges scheiterte.
Am 15. Januar begann eine iranische Offensive am nördlichen Frontabschnitt, die Iraner wurden jedoch am 18. Januar im Raum Mawat gestoppt. Beim Abschuss seines Hubschraubers kam allerdings der für diesen Frontabschnitt zuständige Kommandeur des 5. irakischen Armeekorps ums Leben. Die am 14. März am nördlichen Frontabschnitt mit Hilfe verbündeter Kurden-Milizen angelaufene iranische Operation Morgenröte 10 führte bis zum 22. März zur Besetzung von 900 km² irakischen Gebietes, zur Eroberung der irakischen Städte Halabdscha und Churmal sowie zum Giftgasangriff auf Halabdscha. Gegenangriffe der exiliranischen NLA und proirakischer Kurden in Iranisch-Kurdistan scheiterten.
Am mittleren Frontabschnitt richtete sich eine iranische Offensive am 18. März gegen die irakisch besetzte iranische Stadt Nowsud. Eine erneute iranische Offensive seit dem 24. März am nördlichen Frontabschnitt konnte erst am 2. April vor Sayid Sadiq gestoppt werden. Bei ihrem Gegenangriff gelang es den irakischen Truppen, vor allem den mit Iran verbündeten Kurdenmilizen schwere Verluste zuzufügen. Eine erneute iranische Offensive von Penjwin aus scheiterte am 13. April.
Eine großangelegte irakische Gegenoffensive am südlichen Frontabschnitt führte am 17. April zur Rückeroberung der irakischen Stadt Faw und der im Vorjahr verlorenen Gebiete. Hatte die iranische Eroberung Faws 1986 drei Monate gedauert, so gelang den Irakern die Rückeroberung innerhalb von 34 Stunden. Hierbei waren die irakischen Truppen über die kuwaitischen Inseln Warba und Bubiyan auf die Halbinsel Faw vorgedrungen. Am 25. Mai befreite das 3. irakische Armeekorps östlich von Basra die im Januar 1987 von den Iranern besetzten Gebiete und eroberte zudem die iranische Grenzstadt Schalamcha. Eine am 11. Juni östlich des Asmak-Sees gegen Schalamcha unternommene iranische Gegenoffensive scheiterte am 13. Juni, beim irakischen Gegenangriff am 14. Juni wurden die Iraner über die Grenze zurückgedrängt.
Auch am nördlichen Frontabschnitt, wo irakische Truppen schon am 10. Juni einige Höhenzüge zurückerobert hatten, begann am 15. Juni unter dem Namen Mohammed Rasul-ul-Allah eine irakische Offensive, die bis zum 19. Juni zur Rückeroberung von 32 Höhenzügen führte. Parallel ging die NLA vom 18. Juni bis zum 21. Juni im Rahmen ihrer Offensive „Vierzig Sterne“ auf einer 50 Kilometer breiten Front gegen zwei iranische Divisionen vor. Gemeinsam konnten irakische Truppen und die NLA am 19. Juni die iranische Stadt Mehran am mittleren Frontabschnitt erneut erobern.
Am 25. Juni eroberten irakische Truppen auch die seit 1984 iranisch besetzten Madschnun-Inseln und die Huwaisa-Sümpfe nördlich von Basra zurück, woraufhin Tausende Iraner in irakische Gefangenschaft gerieten und der wichtigste Abschnitt der iranischen Front zusammenzubrechen drohte.

### Luftkrieg

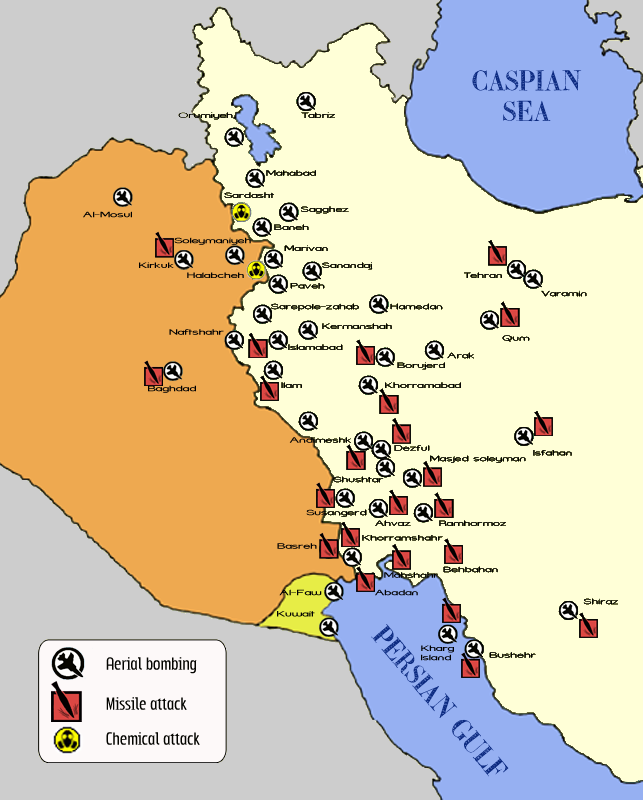
Karte der Luftangriffe auf Städte

Der 1980 von der irakischen Luftwaffe geplante Schlag, ähnlich dem Sechstagekrieg der israelischen Luftwaffe, die iranischen Flugzeuge am ersten Kampftag am Boden zu zerstören, misslang. Einerseits gelang den überwiegend eingesetzten Kampfflugzeugen des Typs MiG-23 nicht der Zielanflug auf die iranischen Flughäfen. Weiterhin lagen viele Bombentreffer ungenau, da die Iraker im Frieden nur den Angriff auf große Ziele wie Städte und Siedlungen geübt hatten. Ebenso verfügte die iranische Luftwaffe teilweise über armierte Flugzeugbunker. Zudem hatte die irakische Luftwaffe ihre Informationen über die iranischen Standorte vor allem von Deserteuren. Auf vorhergehende Aufklärungsflüge hatte das Militär verzichtet, ebenso auf Aufklärungsmissionen nach Angriffen, um eventuell unzureichend getroffene Ziele auszumachen. Am ersten Tag des Krieges wurden drei iranische Kampfflugzeuge und eine Transportmaschine zerstört, während die Iraker selbst drei Flugzeuge durch Luftabwehrfeuer verloren. Der Angriff beließ alle iranischen Militärflugplätze einsatzfähig. Im Laufe der ersten Kriegswochen konnte die irakische Luftwaffe die Lufthoheit gegen die zwar wenigen, doch hoch effektiven F-14-Kampfflugzeuge der iranischen Luftwaffe nicht erringen. Dass der Versuch, die iranische Luftwaffe gleich zu Beginn zu vernichten, fehlschlug, sollte sich in den ersten Kriegsjahren als Nachteil für die Iraker erweisen.
Die konsequente Aufrüstung der irakischen Luftwaffe u. a. mit Kampfflugzeugen vom Typ Mirage F1 führte letztlich zu einer Luftüberlegenheit ab dem Jahr 1984, da dem Iran die Ersatzteile fehlten. Die Ausbildung der iranischen Piloten war jedoch der der irakischen Piloten überlegen: Die iranischen Piloten waren vor 1979 in den USA mit flexiblen Kampftaktiken ausgebildet worden, während die Iraker nach sowjetischer Kampfdoktrin ausgebildet worden waren. Dies führte dazu, dass die Iraner trotz zahlenmäßiger Unterlegenheit oft die Luftherrschaft an kriegswichtigen Frontabschnitten innehatten. Besonders verheerend war diese Tatsache bei den iranischen Gegenangriffen ab 1982, die zum Rückzug der Iraker von iranischem Territorium führten. Bei der Schlacht um Chorramschahr, die das Ende der irakischen Offensivbewegungen im Iran bedeutete, wurden 58 irakische Flugzeuge abgeschossen, während auf iranischer Seite nur vier Kampfflugzeuge verloren gingen. Erst gegen Ende des achtjährigen Krieges änderte sich diese Balance, als die irakischen Piloten durch französische Ausbilder drastische Verbesserungen ihrer Lufttaktik erlernten.

### Städtekrieg

#### Luftangriffe
Am 10. Februar 1983 bombardierte die irakische Luftwaffe erstmals iranische Städte (Riyahi, S. 120), die Islamische Republik Iran drohte am 30. Mai 1983 ebenfalls mit der Bombardierung irakischer Städte. 1985 kam es zur Ausweitung des sogenannten Städtekriegs. Die irakische Luftwaffe flog Angriffe mit Tu-22-Bombern sowie den frisch gelieferten MiG-25 gegen Teheran.
Helge Timmerberg bemerkte dazu lakonisch:

„Die Iraker werfen pro Angriff nicht mehr als ein Dutzend Bomben ab, und die Chance, in dieser riesigen Stadt getroffen zu werden, ist geringer, als im Taxi zu sterben.“

Während der iranischen Operation Karbala 5 im Jahre 1987 wurden als Gegenmaßnahme von irakischer Seite an 42 Tagen 65 iranische Städte angegriffen. Bis zum Kriegsende starben bei 2.695 irakischen Luftangriffen auf iranische Städte, nach iranischen Angaben, 8.848 Menschen und 38.883 wurden verletzt. Bei den Luftangriffen auf irakische Städte starben bis Ende 1987 300 Menschen, 1.000 wurden verletzt.

#### Raketenangriffe
Bereits am 20. November 1980 erfolgte der erste irakische Angriff mit 53 ballistischen Raketen des Typs R-17. Der Irak schoss im Laufe des Krieges 516 ballistische Raketen auf den Iran, Zielgebiete waren überwiegend Städte.
Ein Raketentreffer am 10. Januar 1987 in einer Grundschule in Borudscherd tötete 67 Kinder.
Der Iran, der Anfang 1985 von Libyen 54 R-17 geliefert bekam, reagierte auf die Raketenangriffe des Irak gleich nach der Lieferung mit dem Abschuss von mindestens 14 Raketen des Typs R-17 auf Bagdad und Kirkuk. 1986 wurden 8, 1987 18 und 1988 77 R-17 abgeschossen. Zielgebiete waren Bagdad (66), Mosul (9), Kirkuk (5), Takrit (1) und Kuwait (1).
Der Irak antwortete 1987 auf die iranischen Raketenangriffe mit einer neu entwickelten, reichweitenverlängerten R-17 unter dem Namen Al Hussein und der Ausdehnung der Angriffe auf iranische Städte, die bislang außerhalb der Reichweite der R-17 lagen, wie Teheran, Ghom und Isfahan. Die Raketenangriffe vom 29. Februar bis zum 20. April 1988, mit 189 R-17 und Al-Hussein-Raketen auf iranische Städte, waren der Höhepunkt des Städtekriegs. Bei den irakischen Raketenangriffen während des Krieges wurden über 2.200 Menschen getötet und mehr als 10.000 verletzt.

### Einsatz von Kindern und Jugendlichen auf iranischer Seite

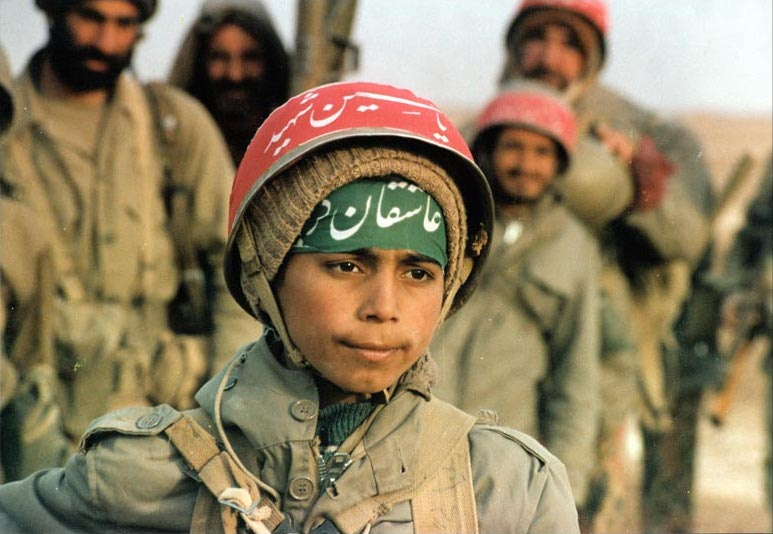
Iranischer Kindersoldat

Die Freiwilligenmiliz Basidsch-e Mostaz'afin rekrutierte im Ersten Golfkrieg auch Kinder und Jugendliche, die teilweise als menschliche „Minenräumer“ eingesetzt wurden. Den Eltern der Kinder wurden Prämien versprochen, falls diese als „Märtyrer“ starben.
Den Kindern hatte man dabei Plastikschlüssel um den Hals gehängt, die die Pforte zum Paradies aufschließen sollten. Eine halbe Million Plastikschlüssel habe man aus Taiwan importiert. Schätzungen zufolge starben mindestens 80.000 iranische Kindersoldaten.
Bevor man Kinder dazu benutzte, soll man Esel und Maultiere verwendet haben. Diese flüchteten jedoch in Panik, sobald die ersten Tiere von den Explosionen auseinandergerissen worden waren.
Mohsen Rezai, der damalige Kommandeur der Pasdaran und somit auch der Basidsch, wurde von der „Vereinigung der Mütter der Kindersoldaten“ beschuldigt, für den Tod Tausender verantwortlich zu sein. Eine Anklage vor Gericht wurde abgewiesen; der heutige Revolutionsführer Ali Chamene’i war damals Oberkommandierender der Streitkräfte.
Bahman Nirumand zitiert eine Ausgabe der Zeitung Ettelā'āt aus dem Jahre 1984:
„Früher sah man freiwillige Kinder, vierzehn-, fünfzehn-, sechzehn- und zwanzigjährige wie Knospen auf Wiesenfeldern, die in der Morgendämmerung zur Blüte gelangt waren. Sie gingen über Minenfelder. Ihre Augen sahen nichts, ihre Ohren hörten nichts. Und wenige Augenblicke später sah man Staubwolken aufsteigen. Als sich der Staub wieder gelegt hatte, war nichts mehr von ihnen zu sehen. Dieser Zustand habe sich – so Ettelaat – verbessert, denn vor dem Betreten der Minenfelder hüllen sich die Kinder in Decken ein und rollen auf dem Boden, damit ihre Körperteile nach der Detonation der Minen nicht auseinanderfallen […].“

### Einsatz von chemischen Kampfstoffen

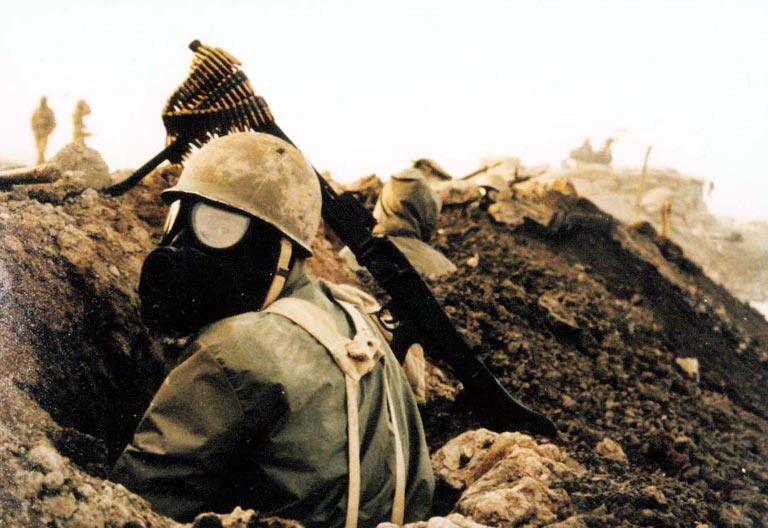
Iranischer Soldat mit Gasmaske

Erinnerungstafel vor der deutschen Botschaft in Teheran, als Erinnerung an die Chemiewaffenlieferungen aus Deutschland

Der Krieg war durch extreme Brutalität gekennzeichnet und umfasste auf irakischer Seite auch biologische Waffen und den großangelegten und rücksichtslosen Einsatz chemischer Waffen. Der Irak importierte seit 1975 technisches Gerät und kaufte in großem Stil die dazugehörige Technologie bei 150 multinationalen Rüstungskonzernen, darunter 24 aus den USA.
Wie die UNMOVIC in ihrem Bericht von 2006 feststelle, hatte der Irak im Jahre 1981 bereits zehn Tonnen Senfgas (Lost) produziert. Im Laufe der Jahre kamen Tabun, Sarin und VX dazu. Der Irak hatte bis zum Jahre 1991 3850 Tonnen chemischer Kampfstoffe produziert, von denen 3300 Tonnen aufmunitioniert wurden. Das Chemiewaffenprogramm des Irak produzierte damit bis 1988 über 100.000 Sprengkörper, die als
- Fliegerbomben (250, 400 und 500 kg): 19.500 Stück
- Artilleriemunition (155-mm-Granaten): 54.000 Stück
- Raketensprengköpfe (122-mm-Raketenwerfer): 27.000 Stück

auf iranische Stellungen sowie gegen die Zivilbevölkerung des Iran und Irak zum Einsatz kamen.
Das iranische Außenministerium stellte in seiner Erklärung vom 18. November 1980 bereits den großflächigen Einsatz von chemischen Kampfmitteln durch die irakische Armee fest, die offensichtlich in Kanistern über iranischen Stellungen abgeworfen wurden.
Am 9. August 1983 erfolgte ein Giftgasangriff an der Fernverkehrsstraße Rawanduz–Piranschahr (Fürtig, S. 81). Der nächste bekannte Einsatz von Giftgas erfolgte am 26. Januar 1984, dann am 29. Februar 1984. Der internationalen Presse wurden in Teheran die Opfer gezeigt. Am 16. Februar 1984 veröffentlichte der iranische Außenminister 49 Fälle von Einsätzen chemischer Waffen auf irakischer Seite an insgesamt vierzig Frontabschnitten, dabei starben 109 Soldaten. Die am 2. März 1984 durch Giftgas verletzten Iraner wurden zur Behandlung nach Österreich, Schweden und in die Schweiz geflogen, die am 15. März 1984 verletzten Iraner zur Behandlung nach Deutschland (Riyahi, S. 128).
Liste der chemischen Angriffe des Irak:
| Jahr  | Angriffe | Tote  | Verletzte |
| ----- | -------- | ----- | --------- |
| 1983  | 20       | 19    | 2.515     |
| 1984  | 47       | 34    | 2.343     |
| 1985  | 90       | 51    | 10.546    |
| 1986  | 47       | 11    | 6.537     |
| 1987  | 33       | 5390  | 16.670    |
| 1988  | 47       | 260   | 4.284     |
| Summe | 284      | 5.765 | 42.931    |

Saddam Hussein setzte Giftgas während der Anfal-Operation auch gegen die ethnisch kurdische Zivilbevölkerung des Irak ein. Der Weltöffentlichkeit bekannt wurde der Giftgasangriff auf Halabdscha und der Giftgasangriff auf Sardascht.
Dem Sicherheitsrat der Vereinten Nationen lagen am 26. März 1984 stichhaltige Beweise für den Giftgaseinsatz auf irakischer Seite vor, gemäß irakischer Darstellung auf irakischem Boden. Die UN-Resolution 582 vom 24. Februar 1986 stellte erstmals den Einsatz von Giftgas fest und ermahnte beide Konfliktparteien (Iran und Irak), sich an das Genfer Protokoll zu halten. Die UN-Resolution 612 vom 9. Mai 1988 erwartete von beiden Parteien, in Zukunft auf den Einsatz chemischer Waffen zu verzichten.
Damit war die weltweite politische Reaktion vorgegeben. Im Ersten Golfkrieg wurden beide Kriegsparteien beschuldigt, Giftgas eingesetzt zu haben.

## Militärische Konfrontationen mit anderen Staaten

### Osirak
Am 7. Juni 1981 fand ein israelischer Luftangriff mit acht F-16-Kampfflugzeugen auf den im Bau befindlichen irakischen Atomreaktor in Osirak statt, bei dem ein französischer Techniker getötet wurde. Israel begründete den Schlag gegen den Irak damit, dass es sich um eine vorbeugende Maßnahme gegen das irakische Atomwaffenprogramm gehandelt habe, da Israel den Reaktor im Verdacht hatte, weniger der zivilen Stromgewinnung als vielmehr dem Bau einer irakischen Nuklearwaffe zu dienen. Bis heute ist unklar, ob der Reaktor zivilen oder auch militärischen Zwecken dienen sollte. Der israelische Luftschlag gegen die Baustelle des irakischen Atomreaktors Osirak wurde als eindeutig völkerrechtlich verbotener Angriff gewertet.

### Tankerkrieg

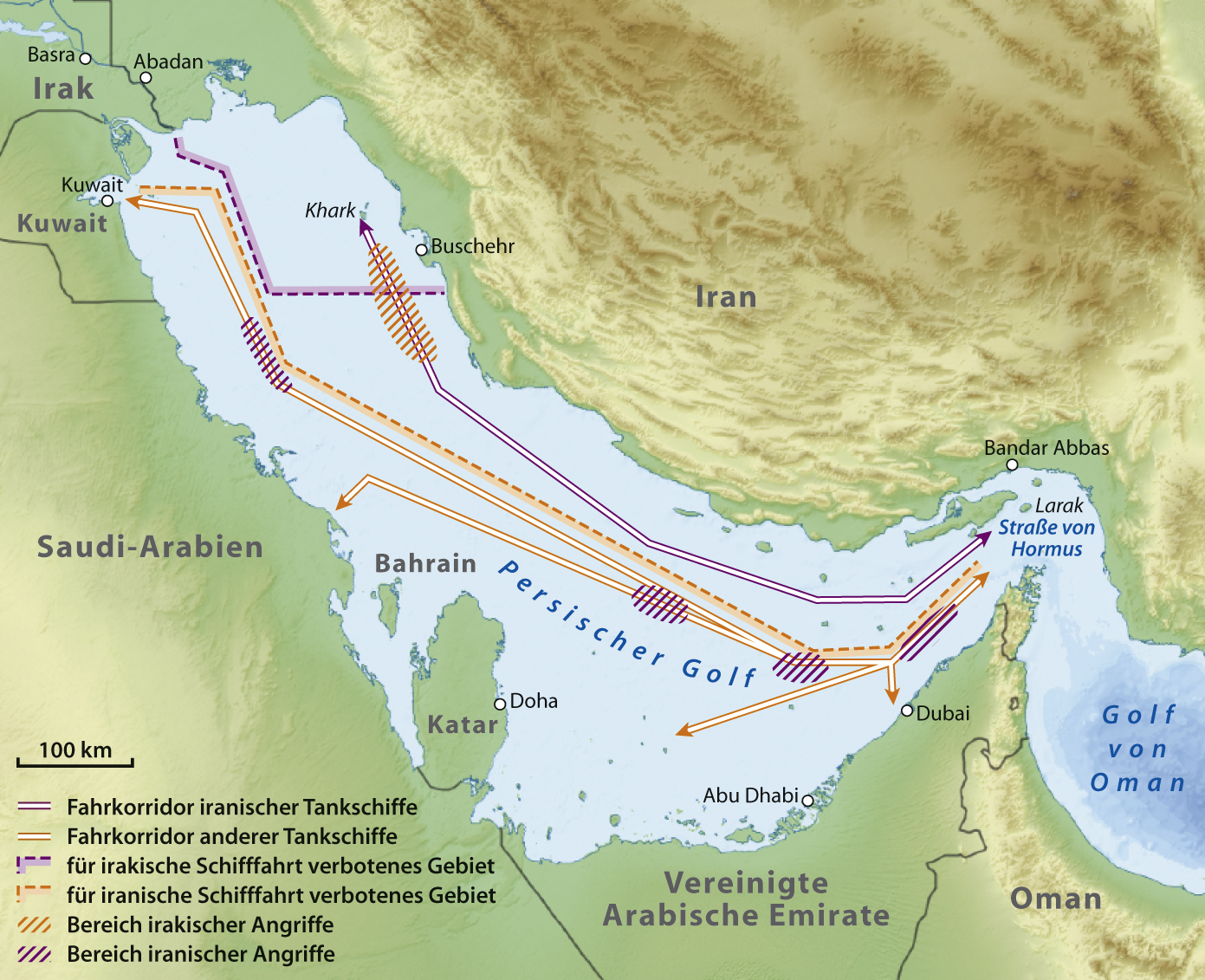
Tankerrouten und Verbotszonen im Persischen Golf

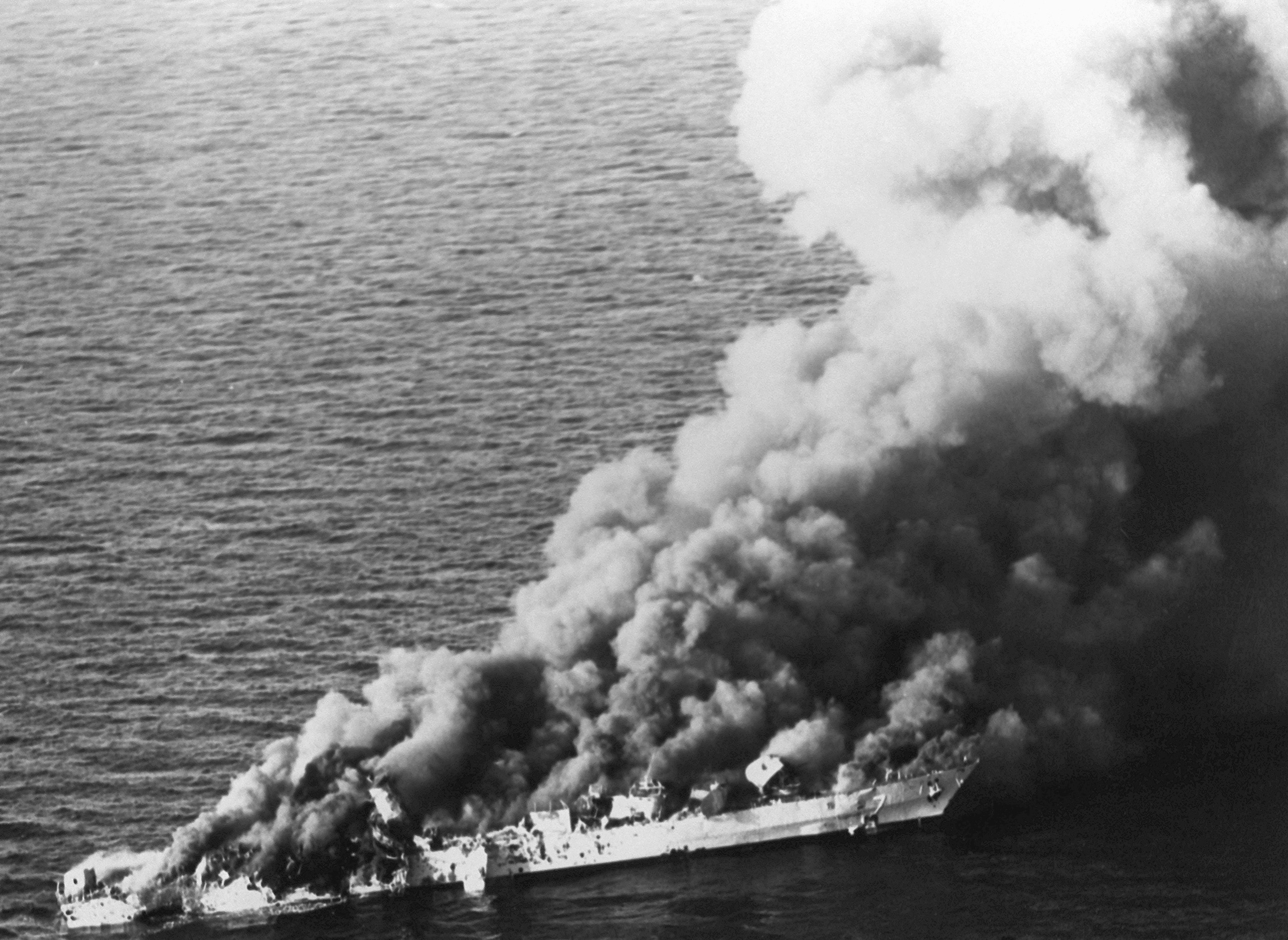
Luftaufnahme der brennenden iranischen Fregatte Sahand am 18. April 1988

Bereits am 21. Mai 1981 wurde ein unter panamaischer Flagge fahrender Tanker versenkt. Nachdem am 2. März 1983 eine Exocet-Rakete das iranische Offshorefeld Nowruz getroffen hatte, um eine Internationalisierung des Konfliktes zu erreichen und die Islamische Republik Iran an Ölexporten zu hindern, begann der sogenannte Tankerkrieg.
Er betraf zu neunzig Prozent iranisches Öl und im Verlauf des Tankerkriegs wurden mindestens 250 Tanker beschädigt oder zerstört. Am 14. Mai 1988 traf es den damals größten Öltanker der Welt, die Seawise Giant, der von der irakischen Luftwaffe schwer beschädigt wurde. Im Einzelnen gab es bis Ende 1983 Angriffe auf 45 Schiffe, 1984 67 Angriffe, 1986 wurden 105 Schiffe und bis zum Mai 1987 34 Schiffe angegriffen.
Die Angriffe gegen iranische Öl-Verladestellen (u. a. Bandar-e Chomeini und Bandar-e Maschur) und Tanker wurden von der irakischen Luftwaffe überwiegend mit den Mitte 1983 von Frankreich ausgelieferten, mit Exocet-Seezielflugkörpern ausgerüsteten Super-Étendard-Flugzeugen durchgeführt. Die iranischen Angriffe gegen Schiffe, die vermeintlich irakisches Öl beförderten, wurden mit Seeminen, Lenkwaffen und Schiffsbeschuss durch die iranischen Fregatten ausgeführt. Die gefährliche Strecke zwischen der als Öl-Terminal genutzten Insel Charg und der Insel Larak vor Bandar Abbas erhielt unter Seeleuten den Spitznamen „Exocet Alley“.
Durch den Tankerkrieg sanken Anfang 1984 die iranischen Exporte auf 700.000 Barrel pro Tag, um Mitte des Jahres auf 1,6 Millionen Barrel wieder anzusteigen. 1985 hatte der Tankerkrieg wieder einen Abfall auf 750.000 Barrel zur Folge, bei einer Spitzenlast von 3,2 Millionen Barrel aus dem Jahre 1982 und einer durchschnittlichen Förderung von 1,2 Millionen aus dem Jahre 1980.
Der Irak, dessen Förderanlagen bereits Ende 1980 von iranischen Kampfflugzeugen angegriffen und zerstört wurden, insbesondere jene bei Basra, Kirkuk und Mossul, hatte dadurch von ursprünglich 5,2 Millionen Barrel Gesamtförderung pro Tag einen Abfall auf 1,9 Millionen Barrel zu verzeichnen. Nachdem Syrien, einer der wenigen Verbündeten Irans, am 10. April 1982 den Durchfluss irakischen Öls durch sein Territorium untersagte, reduzierte sich die Exportmenge des Irak auf 600.000 Barrel täglich. Der auch aufgrund des Golfkrieges eilig gegründete Golf-Kooperationsrat stand dem Irak beim Ausfall seiner Erdöleinnahmen zur Seite und hat den Irak mit 50 Milliarden Dollar an Krediten und Schenkungen unterstützt. Der Irak wendete 60 Prozent, Iran 43 Prozent seines Etats für die Kriegsführung auf (Fürtig, S. 68/90).

### US-Intervention
Die anhaltenden Angriffe auf den internationalen Tankerverkehr führten zu einer starken US-Präsenz. Nachdem Kuwait 1986 um Schutz für seine Tanker gebeten hatte, flaggten die USA elf Tanker um und fuhren nun in der Operation Earnest Will Begleitschutz für die nunmehr US-amerikanischen Schiffe. Zuvor hatten bereits iranische Schiffe kuwaitische Tanker attackiert, und Iran drohte mit einer Seeblockade in der Straße von Hormus, die allerdings als unglaubwürdig betrachtet wurde, da diese auch im erheblichen Maße iranische Exporte getroffen hätte. Bei einem irakischen Raketenangriff am 17. Mai 1987 auf die Fregatte Stark starben 37 US-Matrosen. Nachdem die Samuel B. Roberts am 14. April 1988 auf eine iranische Seemine lief und dabei 10 Seeleute verletzt wurden, starteten die USA ab dem 18. April 1988 die Operation Praying Mantis, die die Zerstörung zweier iranischer Ölplattformen und mehrerer Schiffe zur Folge hatte. Zur selben Zeit eroberte der Irak die Halbinsel Faw zurück.

### Abschuss eines Passagierflugzeuges
Bereits am 15. Juli 1987 kam es zu einem Zwischenfall. Zwei iranische Passagiermaschinen, Iran-Air-Flug 1251 und 1253, die auf dem Weg nach Mekka waren, wurden um 11:00 und 11:04 Uhr Ortszeit von amerikanischen Kriegsschiffen angepeilt und erhielten mehrere Abschuss-Warnungen. Iran wertete dies als „eklatanten Verstoß gegen das Völkerrecht“.
Der Abschuss des iranischen Passagierflugzeuges mit der Flug-Nr. IR655 durch den Kreuzer Vincennes am 3. Juli 1988, bei dem alle 290 Passagiere und die Besatzung getötet wurden, trug auch zur Annahme der UN-Resolution 598 auf iranischer Seite bei.

## UN-Resolution 598 und Waffenstillstand
Die Erfolge der letzten irakischen Offensive führten in Iran zu einem Umdenken. Am 18. Juli 1988 erklärte sich Ruhollah Chomeini schließlich bereit, die Resolution 598 des UN-Sicherheitsrates vom 20. Juli 1987 sowie die Resolution 582 des UN-Sicherheitsrates vom 24. Februar 1986 und damit einen Waffenstillstand anzuerkennen, Saddam Hussein tat dies bereits zuvor. Damit trat am 20. August 1988 um 03:00 Uhr der Waffenstillstand in Kraft. Die Resolution forderte einen sofortigen Waffenstillstand zwischen Iran und dem Irak und den Rückzug aller Truppen auf die international anerkannten Grenzen. Es wurde außerdem ein umfassender Gefangenenaustausch zeitnah nach Einstellung jeglicher Feindlichkeiten und Gefechte unter Assistenz des Komitees vom Roten Kreuz gefordert. Ein Friedensvertrag besteht bis heute nicht.
Der Bericht von UN-Generalsekretär Javier Pérez de Cuéllar vom 9. Dezember 1991 (S/23273) stellte ausdrücklich die „Aggression des Irak gegen Iran“ durch das Auslösen eines Krieges und die Störung der internationalen Sicherheit und des Friedens fest.

## Waffenlieferungen
Die Waffenlieferungen verschiedener Länder sorgten für eine Verlängerung des Krieges, da es faktisch bereits 1982 beiden Kriegsparteien an Waffen und Ausrüstung mangelte. Während die Islamische Republik Iran das angehäufte Arsenal des Schahs aufbrauchen konnte, wurde der Irak systematisch für einen Waffengang hochgerüstet sowie mit Informationen (AWACS) und zustimmender Duldung versorgt.
The Economist veröffentlichte 1987 eine Tabelle des zunehmenden „Ungleichgewichts“ der Kriegsparteien bei schwerem Gerät:
|                 | Irak | Irak  | Iran  | Iran  |
| --------------- | ---- | ----- | ----- | ----- |
| 1980            | 1987 | 1980  | 1987  |       |
| Panzerfahrzeuge | 2700 | 1740  | 4500  | 1000  |
| Kampfflugzeuge  | 0332 | 0445  | 0500+ | 0065* |
| Hubschrauber    | 0040 | 0500  | 0150  | 0060  |
| Artillerie      | 1000 | 1000+ | 4000+ | 1000+ |

Die Materialüberlegenheit der Iraker an Kriegsgerät hatte für das Jahr 1986 das Verhältnis von 3:1, in einigen Bereichen sogar 8:1 (Fürtig, S. 144), was Iran jedoch durch personelle Überlegenheit ausglich.
1984 wurde der Irak zum größten Rüstungsimporteur weltweit, mit Waffen im Wert von 7,7 Milliarden US-Dollar. Von 1981 bis 1985 wurden Waffen an den Irak für 23,9 Milliarden Dollar geliefert, an Iran im gleichen Zeitraum Waffen im Wert von 6,4 Milliarden Dollar.
- Waffen und materielle Unterstützung an beide Kriegsparteien lieferten: Äthiopien, Brasilien, Chile[84], VR China, DDR[85], Frankreich, Italien, Nordkorea, Österreich (Noricum-Skandal), Spanien, Schweden, Schweiz, USA, UdSSR und Vereinigtes Königreich. Die USA lieferten – neben den Waffenverkäufen im Rahmen der Iran-Contra-Affäre – an Iran verdeckt über Südkorea Ersatzteile für die F-4 Phantom II und mittels Taiwan, Argentinien und Südafrika Munition.[86]
- Nur an den Irak lieferten: Ägypten, Belgien, Bundesrepublik Deutschland, Jordanien, Jugoslawien, Kuwait, Marokko, Pakistan, Philippinen, Polen, Portugal, Saudi-Arabien, Sudan, Tschechoslowakei, Ungarn und Vereinigte Arabische Emirate.
- Nur an Iran lieferten: Algerien, Argentinien, Griechenland, Israel, Libyen, Mexiko, Südkorea, Südjemen, Syrien, Taiwan, Türkei und Vietnam.

Israelische Waffenlieferungen an die Islamische Republik Iran waren besonders unmittelbar zu Beginn des Krieges bedeutend, als sie über 80 Prozent der iranischen Waffenimporte ausmachten. Zwischen 1980 und 1983 lieferte Israel Waffen im Wert von umgerechnet 500 Millionen Euro, welche größtenteils in Öl bezahlt und über den Flughafen Larnaka in Zypern abgewickelt wurden. Die israelischen Waffenlieferungen dauerten bis 1988.

### Liste der Waffenverkäufe an den Irak
| Land                       | Spezifikation        | Beschreibung              | Auslieferung | Anzahl |
| -------------------------- | -------------------- | ------------------------- | ------------ | ------ |
| Ägypten                    | D-30 122 mm          | Rohrartillerie            | 1985–1989    | 210    |
| Ägypten                    | M-46 130 mm          | Rohrartillerie            | 1981–1983    | 96     |
| Ägypten                    | RL-21 122 mm         | Raketenwerfer             | 1987–1989    | 300    |
| Ägypten                    | T-55                 | Panzer                    | 1981–1983    | 300    |
| Ägypten                    | Walid                | Mannschaftstransporter    | 1980         | 100    |
| Brasilien                  | Astros 2             | Raketenwerfer             | 1984–1988    | 67     |
| Brasilien                  | EE-11 Urutu          | Mannschaftstransporter    | 1983–1984    | 350    |
| Brasilien                  | EE-3 Jararaca        | gepanzertes Fahrzeug      | 1984–1985    | 280    |
| Brasilien                  | EE-9 Cascavel        | gepanzertes Fahrzeug      | 1980–1989    | 1026   |
| Brasilien                  | EMB-312 Tucano       | Trainingsflugzeug         | 1985–1988    | 80     |
| Brasilien                  | Astros AV-UCF        | Feuerleitradar            | 1984–1988    | 13     |
| Bundesrepublik Deutschland | MBB/Kawasaki BK 117  | Hubschrauber              | 1984–1989    | 22     |
| Bundesrepublik Deutschland | MBB Bo-105C          | Hubschrauber              | 1979–1982    | 20     |
| Bundesrepublik Deutschland | MBB Bo-105L          | Hubschrauber              | 1988         | 6      |
| Bundesrepublik Deutschland | Roland               | Luftabwehrsystem          | 1981         | 100    |
| Dänemark                   | Al-Zahraa            | RoRo-Schiff               | 1983         | 3      |
| DDR                        | T-55                 | Panzer                    | 1981         | 50     |
| Frankreich                 | Mirage F-1BQ         | Kampfflugzeug             | 1982–1990    | 15     |
| Frankreich                 | Mirage F-1EQ         | Kampfflugzeug             | 1980–1982    | 105    |
| Frankreich                 | SA-312H Super Frelon | Hubschrauber              | 1981         | 6      |
| Frankreich                 | SA-330 Puma          | Hubschrauber              | 1980–1981    | 20     |
| Frankreich                 | Aérospatiale SA 341  | Hubschrauber              | 1980–1988    | 38     |
| Frankreich                 | AMX-GCT/AU-F1        | Rohrartillerie            | 1983–1985    | 85     |
| Frankreich                 | AMX-10P              | Schützenpanzer            | 1981–1982    | 100    |
| Frankreich                 | AMX-30 D             | Bergepanzer               | 1981         | 5      |
| Frankreich                 | ERC-90               | gepanzertes Fahrzeug      | 1980–1984    | 200    |
| Frankreich                 | M-3 VTT              | Mannschaftstransporter    | 1983–1984    | 115    |
| Frankreich                 | Panhard VCR-TH       | Jagdpanzer                | 1979–1981    | 100    |
| Frankreich                 | Rasit                | Radar                     | 1985         | 2      |
| Frankreich                 | Roland               | Luftabwehrsystem          | 1982–1985    | 113    |
| Frankreich                 | TRS-2100 Tiger       | Radar                     | 1988         | 1      |
| Frankreich                 | TRS-2105/6 Tiger-G   | Radar                     | 1986–1989    | 5      |
| Frankreich                 | TRS-2230/15 Tiger    | Radar                     | 1984–1985    | 6      |
| Frankreich                 | Volex                | Radar                     | 1981–1983    | 5      |
| Frankreich                 | AM-39 Exocet         | Seezielflugkörper         | 1979–1988    | 352    |
| Frankreich                 | ARMAT                | Radar-Flugkörper          | 1986–1990    | 450    |
| Frankreich                 | AS-30L               | Luft-Boden-Lenkflugkörper | 1986–1990    | 240    |
| Frankreich                 | HOT                  | Panzerabwehrrakete        | 1981–1982    | 1000   |
| Frankreich                 | R-550 Magic-1        | Luft-Luft-Rakete          | 1981–1985    | 534    |
| Frankreich                 | Roland-2             | Luftabwehrrakete          | 1981–1990    | 2260   |
| Frankreich                 | Super 530F           | Luft-Luft-Rakete          | 1981–1985    | 300    |
| Großbritannien             | Chieftain            | Panzer                    | 1982         | 29     |
| Großbritannien             | Cymbeline            | Radar                     | 1986–1988    | 10     |
| Italien                    | Agusta A109          | Hubschrauber              | 1982         | 2      |
| Italien                    | Sikorsky S-61        | Hubschrauber              | 1982         | 6      |
| Italien                    | Stromboli-Klasse     | Schiff                    | 1981         | 1      |
| Jordanien                  | S-76 Spirit          | Hubschrauber              | 1985         | 2      |
| Jugoslawien                | M-87 Orkan 262 mm    | Raketenwerfer             | 1988         | 2      |
| Kanada                     | PT-6                 | Flugtriebwerk             | 1980–1990    | 152    |
| Österreich                 | GHN-45 155mm         | Rohrartillerie            | 1983         | 200    |
| Polen                      | Mi-2/Hoplite         | Hubschrauber              | 1984–1985    | 15     |
| Polen                      | MT-LB                | Mannschaftstransporter    | 1983–1990    | 750    |
| Polen                      | T-55                 | Panzer                    | 1981–1982    | 400    |
| Polen                      | T-72                 | Panzer                    | 1982–1990    | 500    |
| Rumänien                   | T-55                 | Panzer                    | 1982–1984    | 150    |
| Schweiz                    | Pilatus PC-7         | Trainingsflugzeug         | 1980–1983    | 52     |
| Schweiz                    | Pilatus PC-9         | Trainingsflugzeug         | 1987–1990    | 20     |
| Sowjetunion                | Il-76M/Candid-B      | Transportflugzeug         | 1978–1984    | 33     |
| Sowjetunion                | Mi-24D/Mi-25/Hind-D  | Kampfhubschrauber         | 1978–1984    | 12     |
| Sowjetunion                | Mi-8/Mi-17/Hip-H     | Transporthubschrauber     | 1986–1987    | 37     |
| Sowjetunion                | Mi-8TV/Hip-F         | Transporthubschrauber     | 1984         | 30     |
| Sowjetunion                | Mig-21bis/Fishbed-N  | Kampfflugzeug             | 1983–1984    | 61     |
| Sowjetunion                | Mig-23BN/Flogger-H   | Kampfflugzeug             | 1984–1985    | 50     |
| Sowjetunion                | Mig-25P/Foxbat-A     | Kampfflugzeug             | 1980–1985    | 55     |
| Sowjetunion                | Mig-25RB/Foxbat-B    | Kampfflugzeug             | 1982         | 8      |
| Sowjetunion                | Mig-29/Fulcrum-A     | Kampfflugzeug             | 1986–1989    | 41     |
| Sowjetunion                | Su-22/Fitter-H/J/K   | Kampfflugzeug             | 1986–1987    | 61     |
| Sowjetunion                | Suchoi Su-25         | Erdkampfflugzeug          | 1986–1987    | 73     |
| Sowjetunion                | Tupolew Tu-22        | Bombenflugzeug            | 1975         | 14     |
| Sowjetunion                | 2A36 152 mm          | Rohrartillerie            | 1986–1988    | 180    |
| Sowjetunion                | 2S1 122 mm           | Rohrartillerie            | 1980–1989    | 150    |
| Sowjetunion                | 2S3 152 mm           | Rohrartillerie            | 1980–1989    | 150    |
| Sowjetunion                | 2S4 240 mm           | Mörser                    | 1983         | 10     |
| Sowjetunion                | 9P117/SS-1 Scud TEL  | Raketenabschussrampe      | 1983–1984    | 10     |
| Sowjetunion                | BM-21 Grad 122 mm    | Raketenwerfer             | 1983–1988    | 560    |
| Sowjetunion                | D-30 122 mm          | Kanone                    | 1982–1988    | 576    |
| Sowjetunion                | M-240 240 mm         | Mörser                    | 1981         | 25     |
| Sowjetunion                | M-46 130 mm          | Rohrartillerie            | 1982–1987    | 576    |
| Sowjetunion                | 9K35 Strela-10       | Rakete                    | 1985         | 30     |
| Sowjetunion                | BMD-1                | Schützenpanzer            | 1981         | 10     |
| Sowjetunion                | PT-76                | leichter Panzer           | 1984         | 200    |
| Sowjetunion                | 9P31                 | Rakete                    | 1982–1985    | 160    |
| Sowjetunion                | Long Track           | Radar                     | 1980–1984    | 10     |
| Sowjetunion                | SA-8b/9K33M Osa AK   | Luftabwehrsystem          | 1982–1985    | 50     |
| Sowjetunion                | PRW-9                | Radar                     | 1980–1984    | 5      |
| Sowjetunion                | 9M111                | Panzerabwehrrakete        | 1986–1989    | 3000   |
| Sowjetunion                | 9K35 Strela-10       | Luftabwehrrakete          | 1985–1986    | 960    |
| Sowjetunion                | KSR-5                | Seezielflugkörper         | 1984         | 36     |
| Sowjetunion                | Ch-28                | Radar-Flugkörper          | 1983–1988    | 250    |
| Sowjetunion                | R-13S/AA-2S Atoll    | Luft-Luft-Rakete          | 1984–1987    | 1080   |
| Sowjetunion                | R-17/SS-1c Scud-B    | Boden-Boden-Rakete        | 1974–1988    | 819    |
| Sowjetunion                | AA-10 Alamo          | Luft-Luft-Rakete          | 1986–1989    | 246    |
| Sowjetunion                | AA-6 Acrid           | Luft-Luft-Rakete          | 1980–1985    | 660    |
| Sowjetunion                | AA-8 Aphid           | Luft-Luft-Rakete          | 1986–1989    | 582    |
| Sowjetunion                | SA-8/9M33M           | Luftabwehrrakete          | 1982–1985    | 1290   |
| Sowjetunion                | 9K31 Strela-1/9M31   | Luftabwehrrakete          | 1982–1985    | 1920   |
| Sowjetunion                | 9K34 Strela-3        | Luftabwehrrakete          | 1987–1988    | 500    |
| Tschechoslowakei           | L-39Z Albatros       | Trainingsflugzeug         | 1976–1985    | 59     |
| Tschechoslowakei           | BMP-1                | Schützenpanzer            | 1981–1987    | 750    |
| Tschechoslowakei           | BMP-2                | Schützenpanzer            | 1987–1989    | 250    |
| Tschechoslowakei           | OT-64C               | Mannschaftstransporter    | 1981         | 200    |
| Tschechoslowakei           | T-55                 | Panzer                    | 1982–1985    | 400    |
| Südafrika                  | G5 155 mm            | Rohrartillerie            | 1985–1988    | 200    |
| Ungarn                     | PSZH-D-994           | Mannschaftstransporter    | 1981         | 300    |
| USA                        | Bell 214ST           | Hubschrauber              | 1987–1988    | 31     |
| USA                        | Hughes-300/TH-55     | Hubschrauber              | 1984         | 30     |
| USA                        | MD-500MD Defender    | Hubschrauber              | 1983         | 30     |
| USA                        | MD-530F              | Hubschrauber              | 1985–1986    | 26     |
| Volksrepublik China        | Xian H-6             | Bombenflugzeug            | 1988         | 4      |
| Volksrepublik China        | F-6                  | Kampfflugzeug             | 1982–1983    | 40     |
| Volksrepublik China        | F-7A                 | Kampfflugzeug             | 1983–1987    | 80     |
| Volksrepublik China        | Typ 63 107 mm        | Raketenwerfer             | 1984–1988    | 100    |
| Volksrepublik China        | Typ 83 152mm         | Panzerhaubitze            | 1988–1989    | 50     |
| Volksrepublik China        | W-653/Typ 653        | Bergepanzer               | 1986–1987    | 25     |
| Volksrepublik China        | WZ-120/Typ 59        | Panzer                    | 1982–1987    | 1000   |
| Volksrepublik China        | WZ-121/Typ 69        | Panzer                    | 1983–1987    | 1500   |
| Volksrepublik China        | YW 531               | Mannschaftstransporter    | 1982–1988    | 650    |
| Volksrepublik China        | CEIEC-408C           | Radar                     | 1986–1988    | 5      |
| Volksrepublik China        | HN-5A                | Flugabwehrrakete          | 1986–1987    | 1000   |
| Volksrepublik China        | HY-2/SY1A/CSS-N-2    | Seezielflugkörper         | 1987–1988    | 200    |

### Liste der Waffenverkäufe an Iran unter dem Schah
| Land           | Spezifikation       | Beschreibung           | Auslieferung | Anzahl/Stück |
| -------------- | ------------------- | ---------------------- | ------------ | ------------ |
| Großbritannien | Chieftain           | Panzer                 | 1972–1978    | 800          |
| USA            | M60                 | Panzer                 | 1969–1978    | 460          |
| USA            | M47                 | Panzer                 | bis 1978     | 400          |
| USA            | M24                 | Panzer                 | bis 1978     | 100          |
| USA            | M113                | Truppentransportpanzer | bis 1978     | 400          |
| USA            | McDonnell F-4       | Kampfflugzeug          | 1968–1978    | 180          |
| USA            | Northrop F-5        | Kampfflugzeug          | 1965–1978    | 221          |
| USA            | Grumman F-14        | Kampfflugzeug          | 1975–1978    | 79           |
| USA            | AIM-54 Phoenix      | Luft-Luft-Lenkwaffe    | bis 1978     | 284          |
| USA            | Lockheed C-130      | Transportflugzeug      | 1965–1978    | 56           |
| USA            | Lockheed P-3        | Seeaufklärer           | 1973–1978    | 4            |
| USA            | Boeing 707          | Tankflugzeug           | 1973–1978    | 10           |
| USA            | Sikorsky S-65       | Transporthubschrauber  | 1973–1978    | 18           |
| USA            | Boeing-Vertol CH-47 | Transporthubschrauber  | 1971–1978    | 16           |
| USA            | Bell UH-1           | Hubschrauber           | 1972–1978    | 287          |
| USA            | Bell AH-1           | Hubschrauber           | 1972–1978    | 202          |
| USA            | Bell 206            | Hubschrauber           | 1968–1978    | 140          |
| Sowjetunion    | BTR-50              | Schützenpanzer         | bis 1978     | 300          |
| Sowjetunion    | BTR-60              | Schützenpanzer         | bis 1978     | 400          |

### Liste der Waffenverkäufe an die Islamische Republik Iran
| Land                      | Spezifikation        | Beschreibung          | Auslieferung | Anzahl |
| ------------------------- | -------------------- | --------------------- | ------------ | ------ |
| Libyen                    | R-17/SS-1c Scud-B    | Boden-Boden-Rakete    | 1985–1986    | 54     |
| Nordkorea/Sowjetunion     | R-17/SS-1c Scud-B    | Boden-Boden-Rakete    | ab 1987      | > 200  |
| Österreich                | Gun Howitzer Noricum | Geschütz              | 1985–1988    | 140    |
| Volksrepublik China       | Silkworm             | Seezielflugkörper     | 1987–1988    | ?      |
| Volksrepublik China       | Type 59              | Panzer                | 1982–1988    | 220 ?  |
| Vereinigte Staaten/Israel | BGM-71 TOW           | Panzerabwehrlenkwaffe | 1985–1986    | 2.515  |
| Vereinigte Staaten/Israel | MIM-23 HAWK          | Flugabwehrrakete      | 1985–1986    | 258    |

## Ergebnis

### Verluste

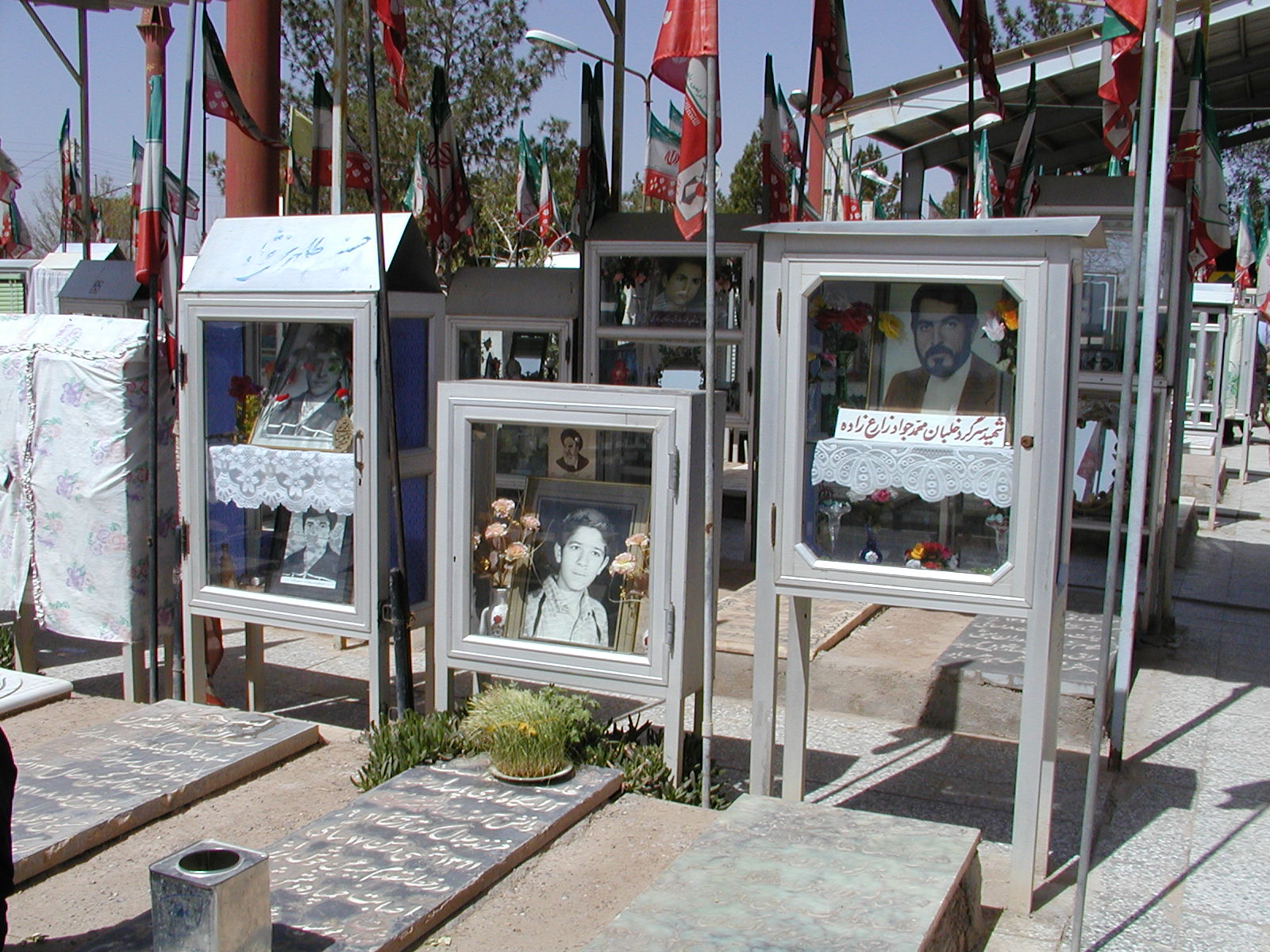
Friedhof iranischer Gefallener des Iran-Irak-Kriegs in Yazd

Der Krieg war für beide Länder verhängnisvoll, wobei die Angaben über die Zahl der Verluste je nach Autor stark differieren und letztlich keine exakte Einschätzung erlauben. Es finden sich Quellen, die von 300.000 (Irak) bis 500.000 Toten (Iran) sprechen, andere wiederum gehen von bis zu einer Million Toten insgesamt aus, die konservativste Schätzung geht von mindestens 367.000 Toten aus, 262.000 Iraner und 105.000 Iraker. Es gilt jedoch als sicher, dass der Erste Golfkrieg zusammen mit dem Koreakrieg, dem Vietnamkrieg, der sowjetischen Invasion in Afghanistan, Bürgerkrieg in Äthiopien und dem Bürgerkrieg in Angola eine der verlustreichsten militärischen Aktionen in der zweiten Hälfte des 20. Jahrhunderts war. Das Internationale Komitee vom Roten Kreuz (IKRK) registrierte im gesamten Verlauf des Krieges nahezu 40.000 iranische und mehr als 67.000 irakische Kriegsgefangene. Die Zahl der vermissten Soldaten mit ungeklärtem Schicksal wurde vom IKRK im Jahr 2008, und damit 20 Jahre nach dem Ende des Krieges, auf mehrere zehntausend geschätzt.

### Kriegsschäden und Verschuldung
Die beträchtlichen Schäden der Infrastruktur und der Industrie wurden wie folgt beziffert:
- Iran: 644 Milliarden US-Dollar
- Irak: 452 Milliarden US-Dollar

Die gesamten Öleinnahmen beider Länder, Iran von 1919 bis 1988 und Irak von 1931 bis 1988, beliefen sich auf 418,5 Milliarden US-Dollar (Mofid, S. 53). Der Irak hatte eine erhebliche Schuldenlast bei seinen ehemaligen arabischen Unterstützern abzutragen, was auch zum Überfall Saddam Husseins auf Kuwait am 2. August 1990 beitrug. Mofid vermutet, dass „Saddam Hussein davon ausging, dass Saudi-Arabien und Kuwait weitere Hilfe leisten“ (Mofid, S. 13) und „günstige Rückzahlungsbedingungen einräumen würden. Die 41 Staaten, die durch Waffenlieferungen verdient hätten, sollten sich auch am Wiederaufbau beteiligen.“ (Mofid, S. 57)
Am Ende des Krieges blieben die Grenzen unverändert. Zwei Jahre später, während des Zweiten Golfkrieges mit den USA, den Briten und anderen westlichen Mächten und unmittelbar nach der Eroberung Kuwaits, erkannte Saddam Hussein die iranischen Rechte über die östliche Hälfte des Schatt al-Arab an, was eine Anerkennung des Status quo bedeutete, dem er zehn Jahre zuvor die Zustimmung verweigert hatte.
Der Krieg sollte die Islamische Republik Iran schwächen. Im Rückblick lässt sich jedoch sagen, dass gerade der Krieg die Islamische Republik in ihrem Machtbereich gefestigt hat. Die Bevölkerung stellte sich im Kampf mit dem Irak hinter die neuen Machthaber, die zuvor heftig umstritten waren. Durch die Verhängung des Kriegsrechts konnte zudem effektiver gegen die inneriranische Opposition vorgegangen werden. Die internationale Isolation Irans und der daraus resultierende Mangel an Nachschub und Ersatzteilen führte zum Aufbau einer eigenen Rüstungsindustrie, die heute zahlreiche, selbst (weiter-)entwickelte Waffensysteme in Serie produzieren kann.
Noch heute gelten nahezu 600.000 Hektar Fläche mit geschätzten 16 Millionen nicht beseitigter Minen als Hinterlassenschaft des Ersten Golfkrieges, die nach Schirin Ebadi täglich drei Todesopfer kosten.

### Gedenkstätten

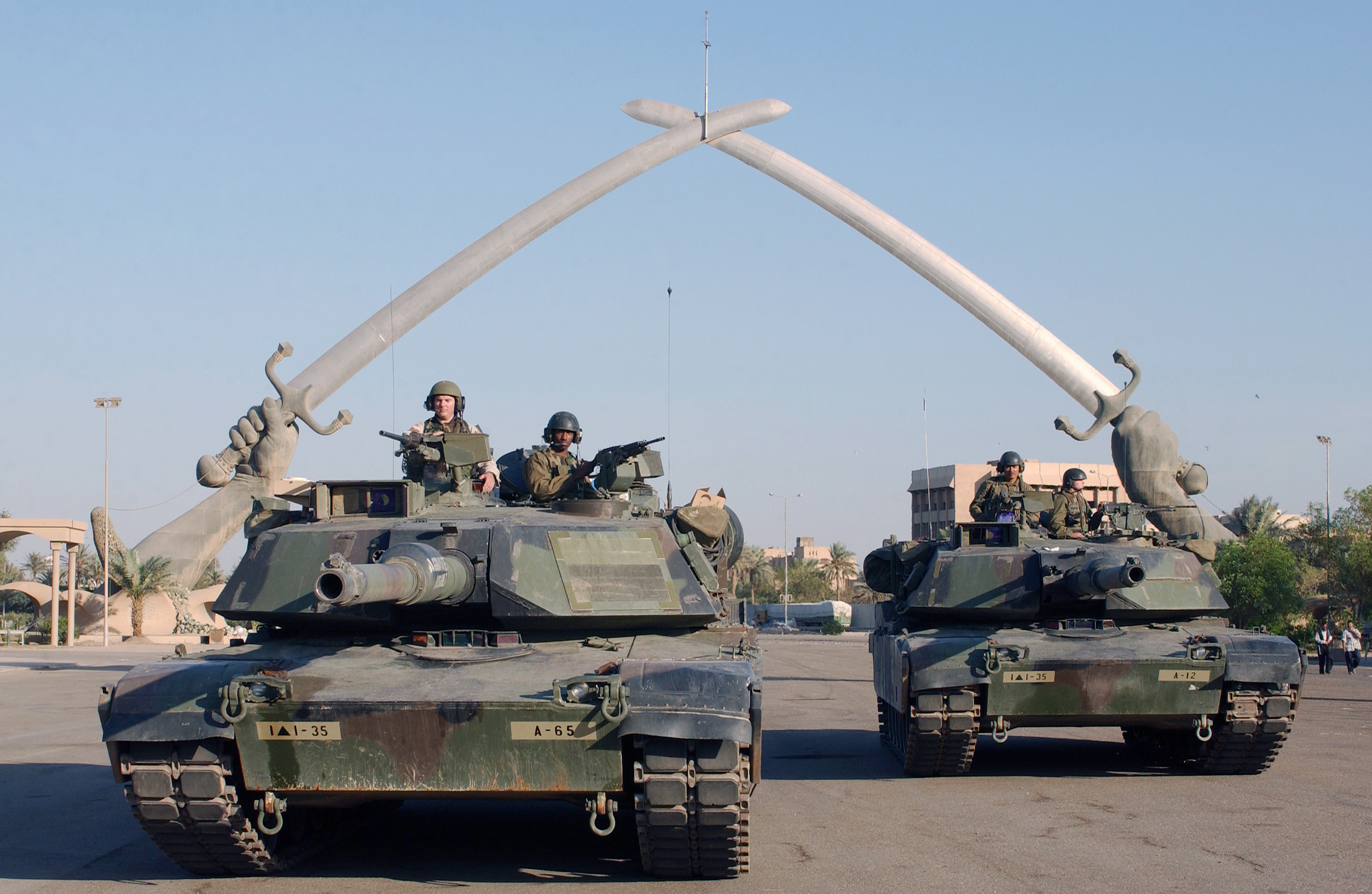
Aufnahme von 2003 des Denkmals von 1989 nach der US-geführten Invasion des Iraks

Der irakische Präsident Saddam Hussein ließ an der Paradestraße in der Hauptstadt Bagdad ein Siegerdenkmal in Form zweier riesiger Hände mit zwei sich überkreuzenden Schwertern errichten. Am Sockel des Denkmals wurden Stahlhelme iranischer Soldaten befestigt. In Iran zählt der „Friedhof der Märtyrer“ auf dem Zentralfriedhof Behescht-e Zahra bei Teheran zu den bedeutendsten Erinnerungsstätten und wird jeden Freitag, dem Feiertag des islamischen Kalenders, von Angehörigen und Gläubigen besucht. Am Friedhof befindet sich auch ein Kriegsmuseum, dessen Gebäude mit kriegerischer Wandmalerei bedeckt ist, das sechs junge Soldaten mit Kalaschnikow-Gewehren vor der Brust und Märtyrerkopfband zeigt.